# Kastell Birdoswald

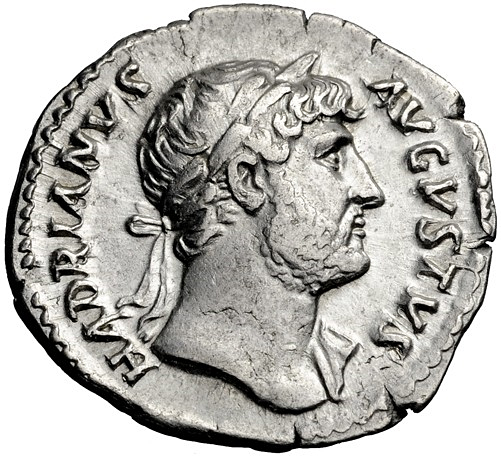
Münzporträt des Hadrian

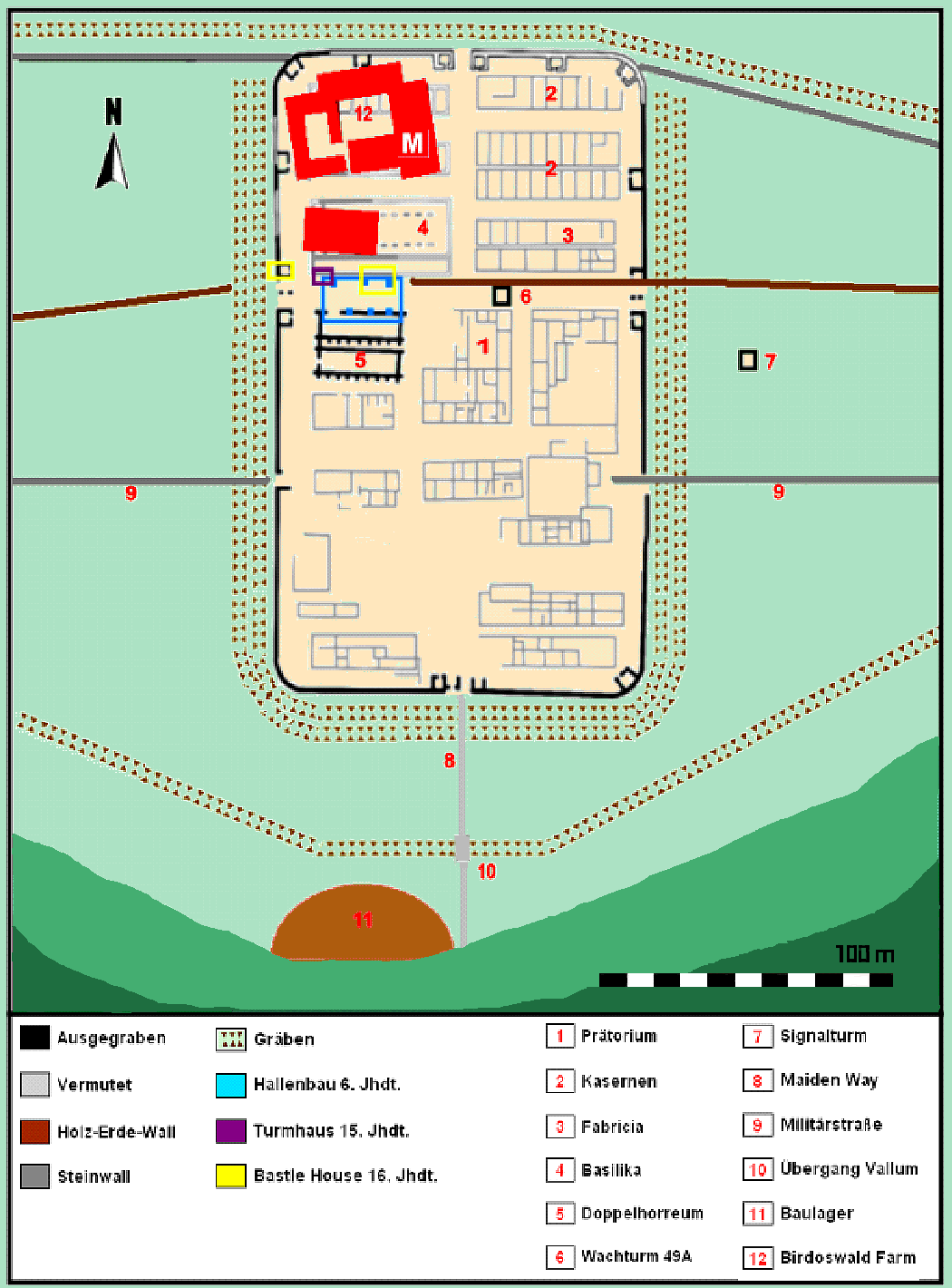
Befundskizze des Kastells

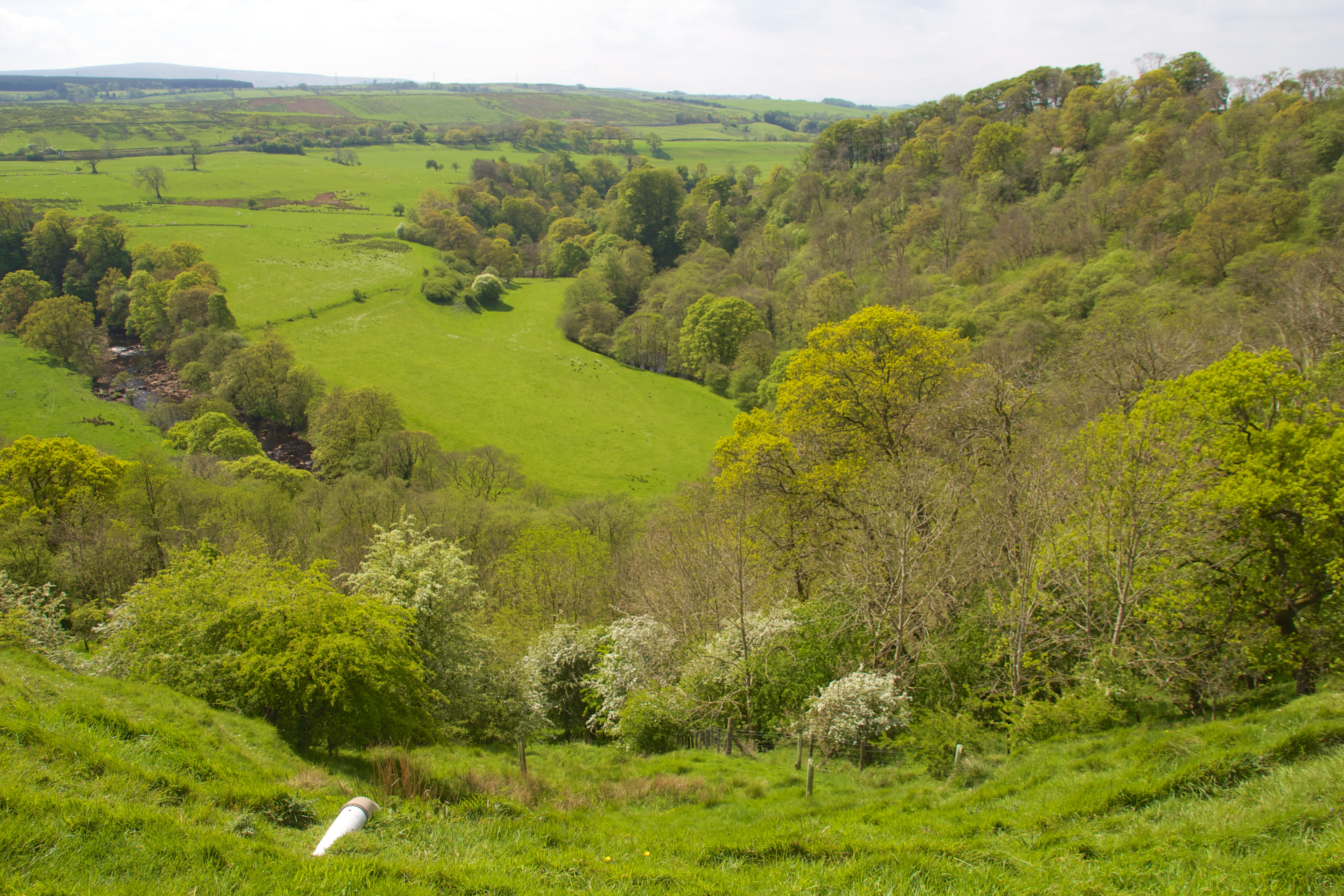
Blick vom oberen Rand des Steilhangs auf die Flussschleife des Irthing

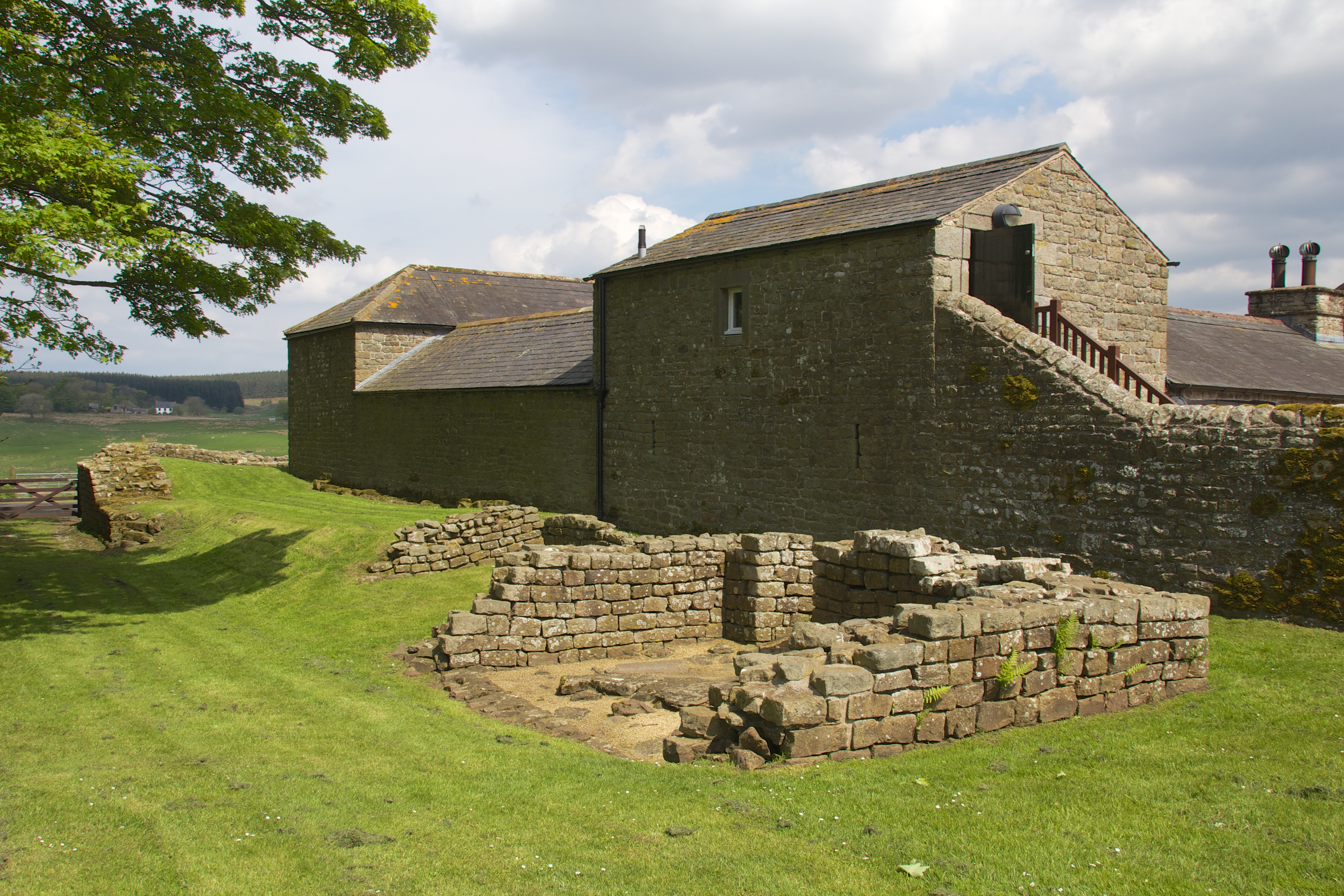
Nordwestecke

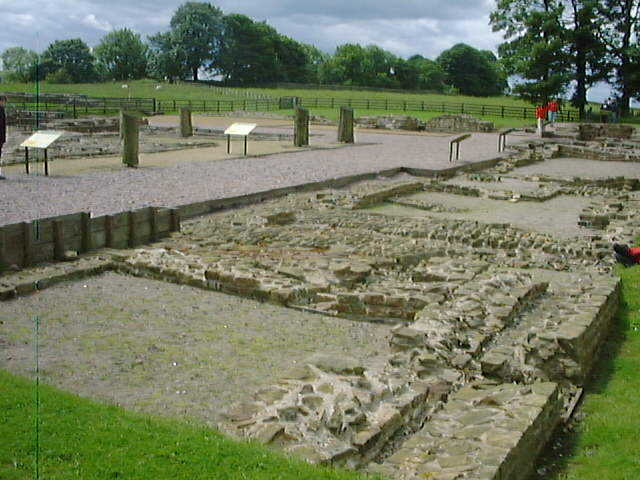
Grundmauern der Basilika

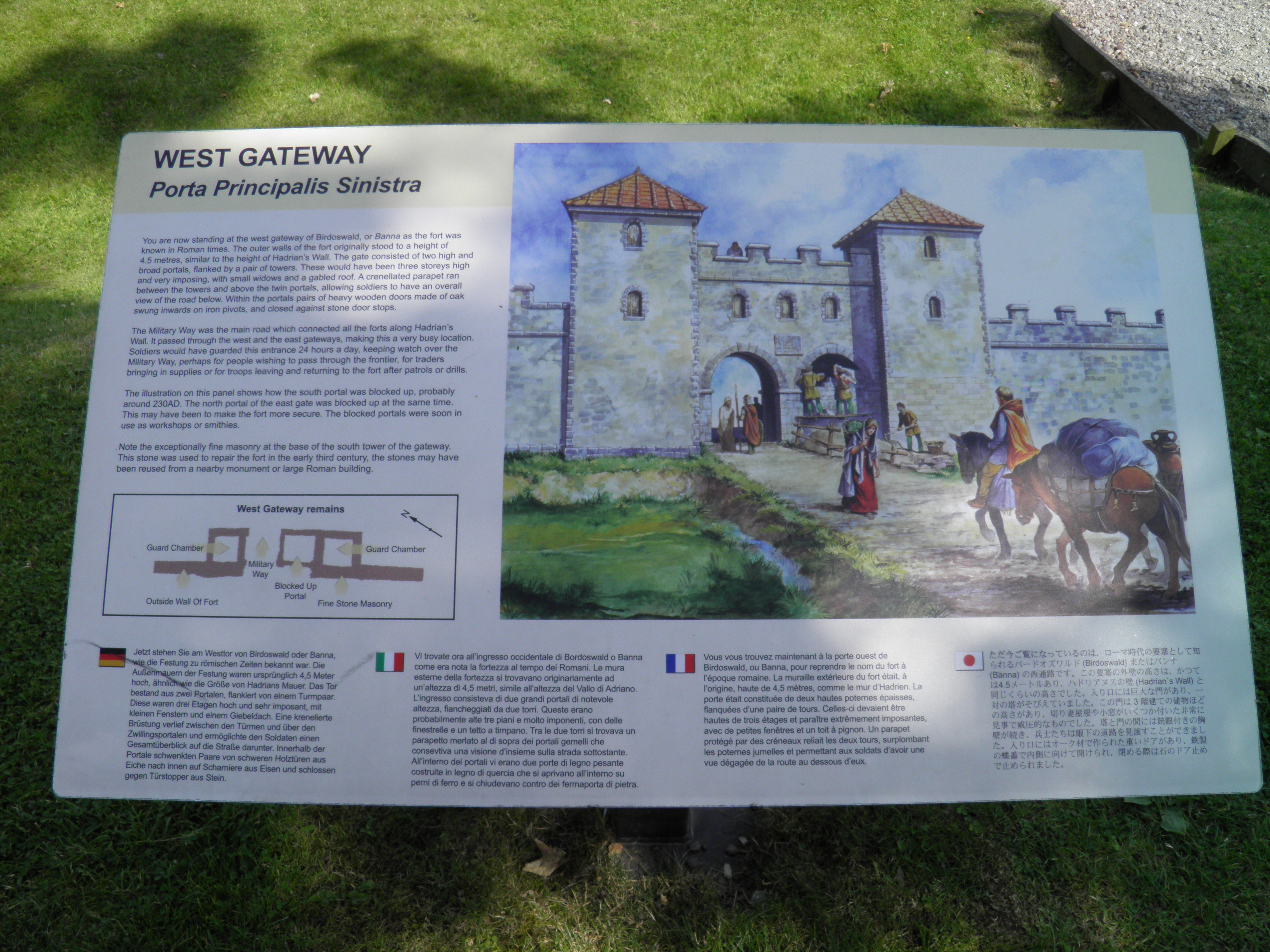
Rekonstruktion des Westtors

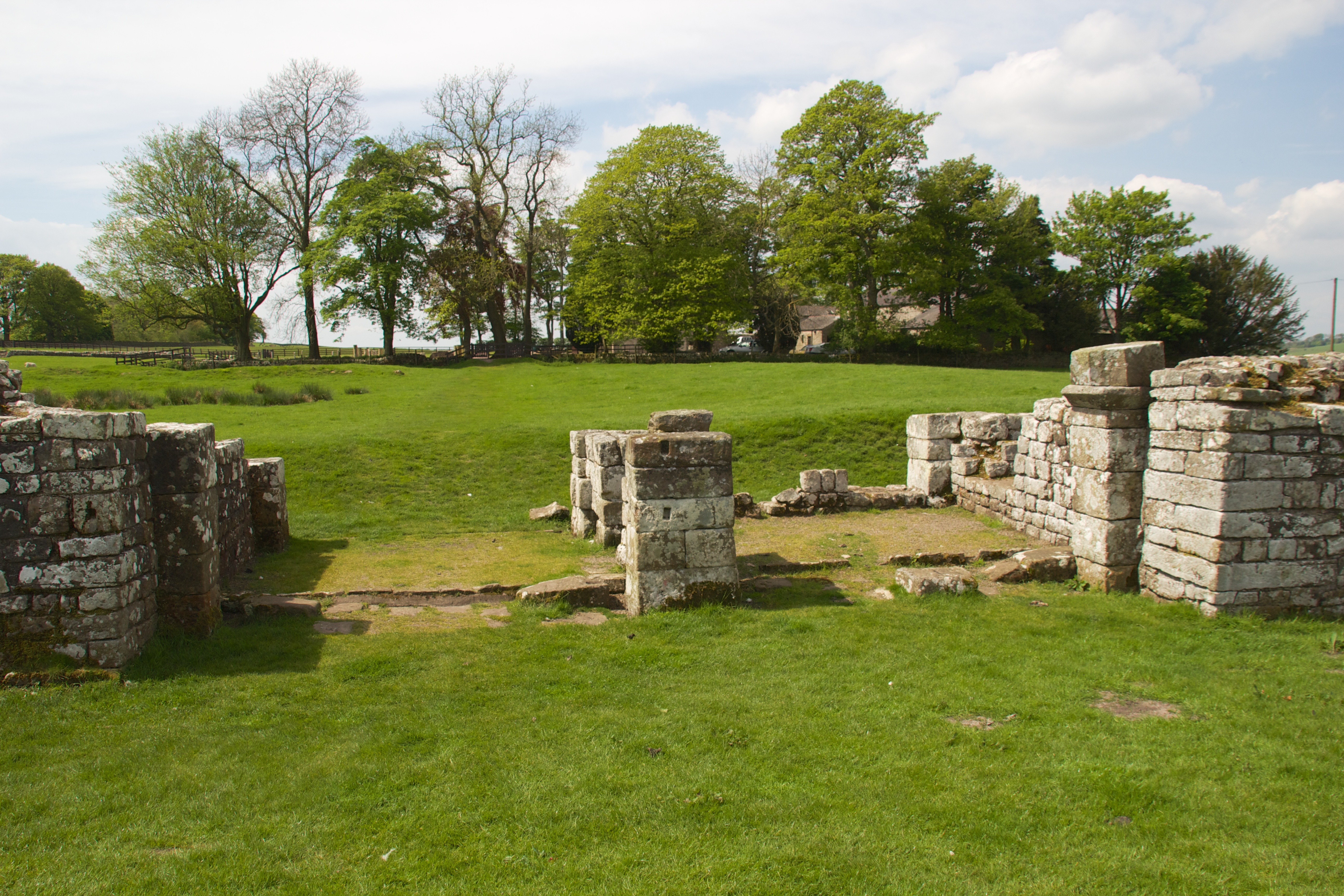
Reste des Osttors

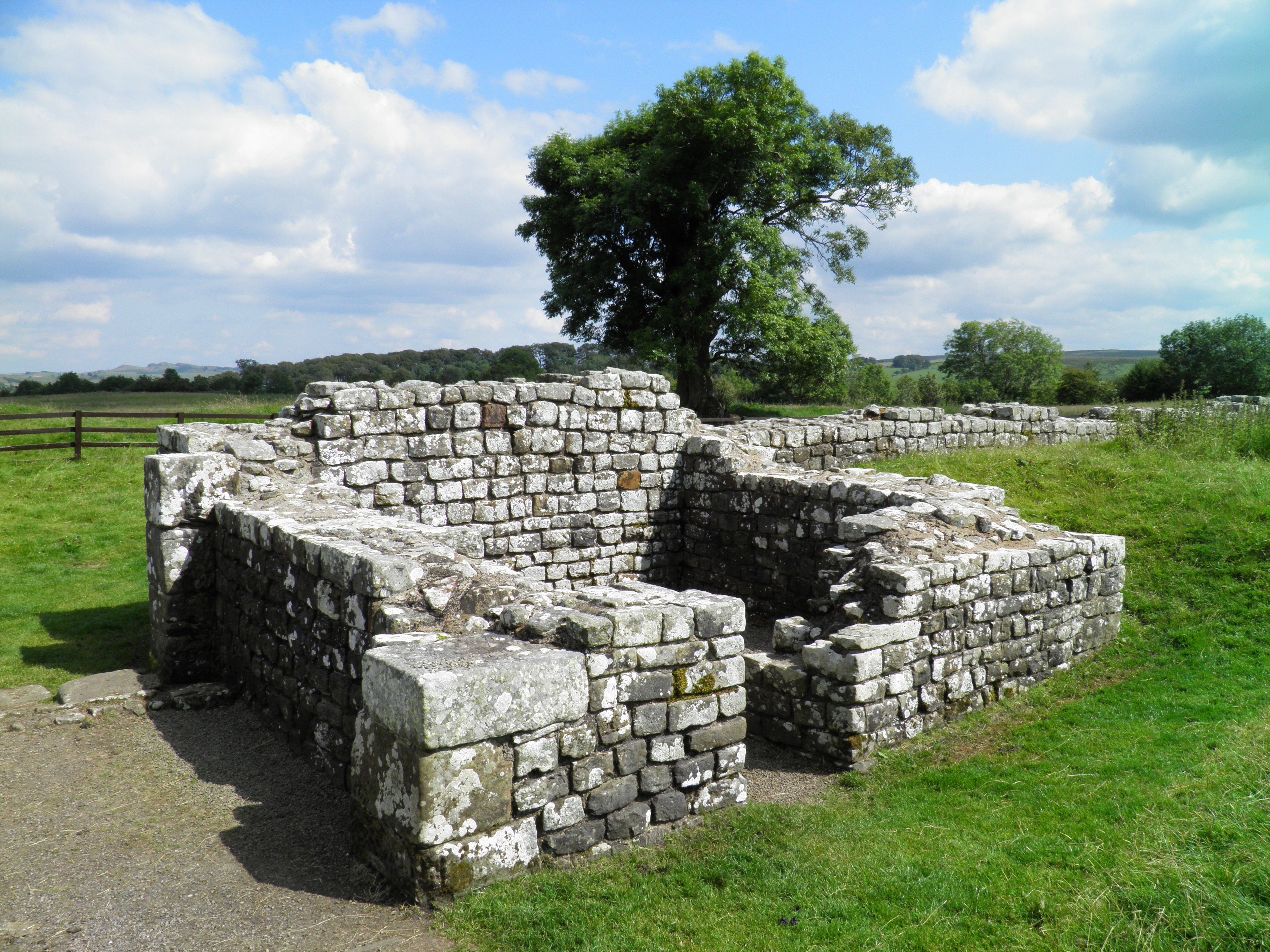
Südlicher Flankenturm des Osttores

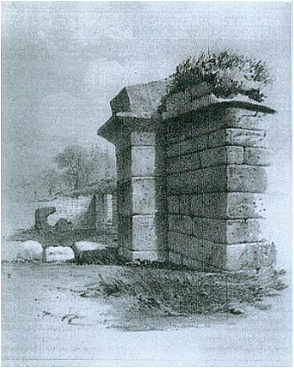
Seitenpfeiler mit Bogenansatz am Osttor kurz nach seiner Freilegung, Gravur von John Storey, 1855

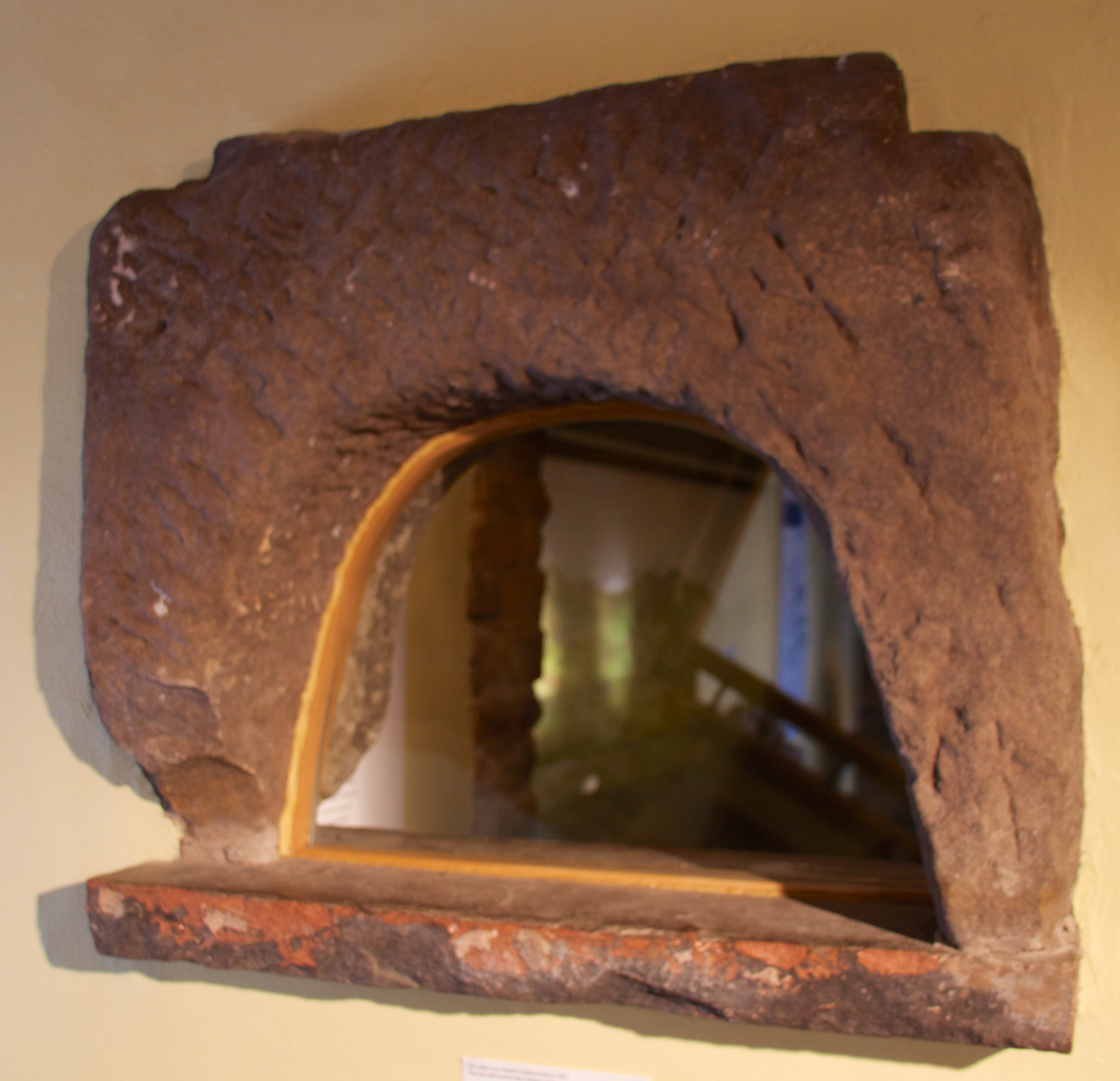
Fensterbogen vom Osttor

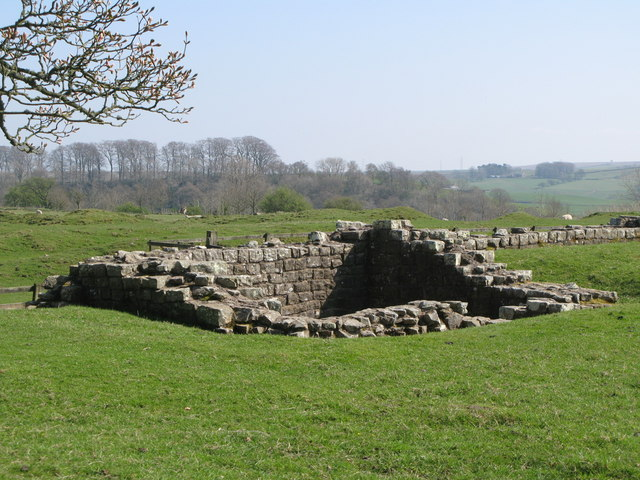
Intervallturm an der Ostmauer

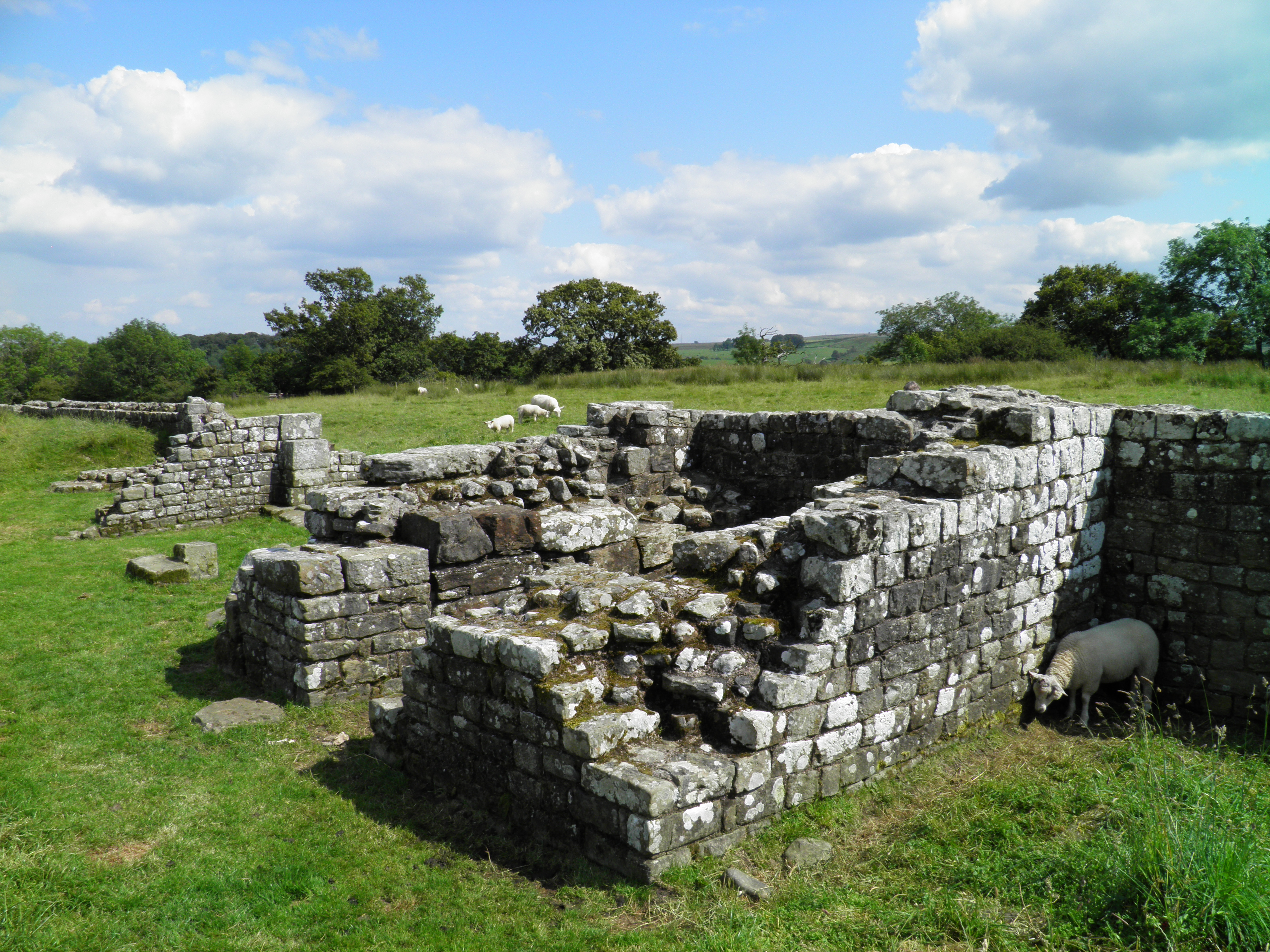
Überreste des Südtors

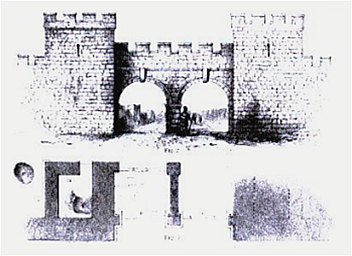
Rekonstruktionsversuch des Südtores von John Storey, 1855

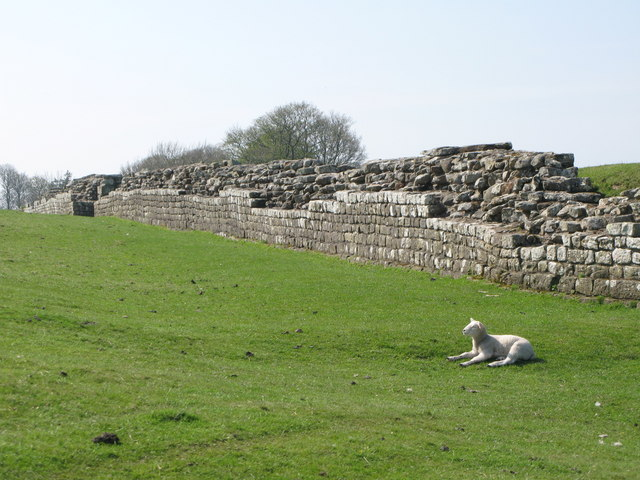
Reste des Südwalls

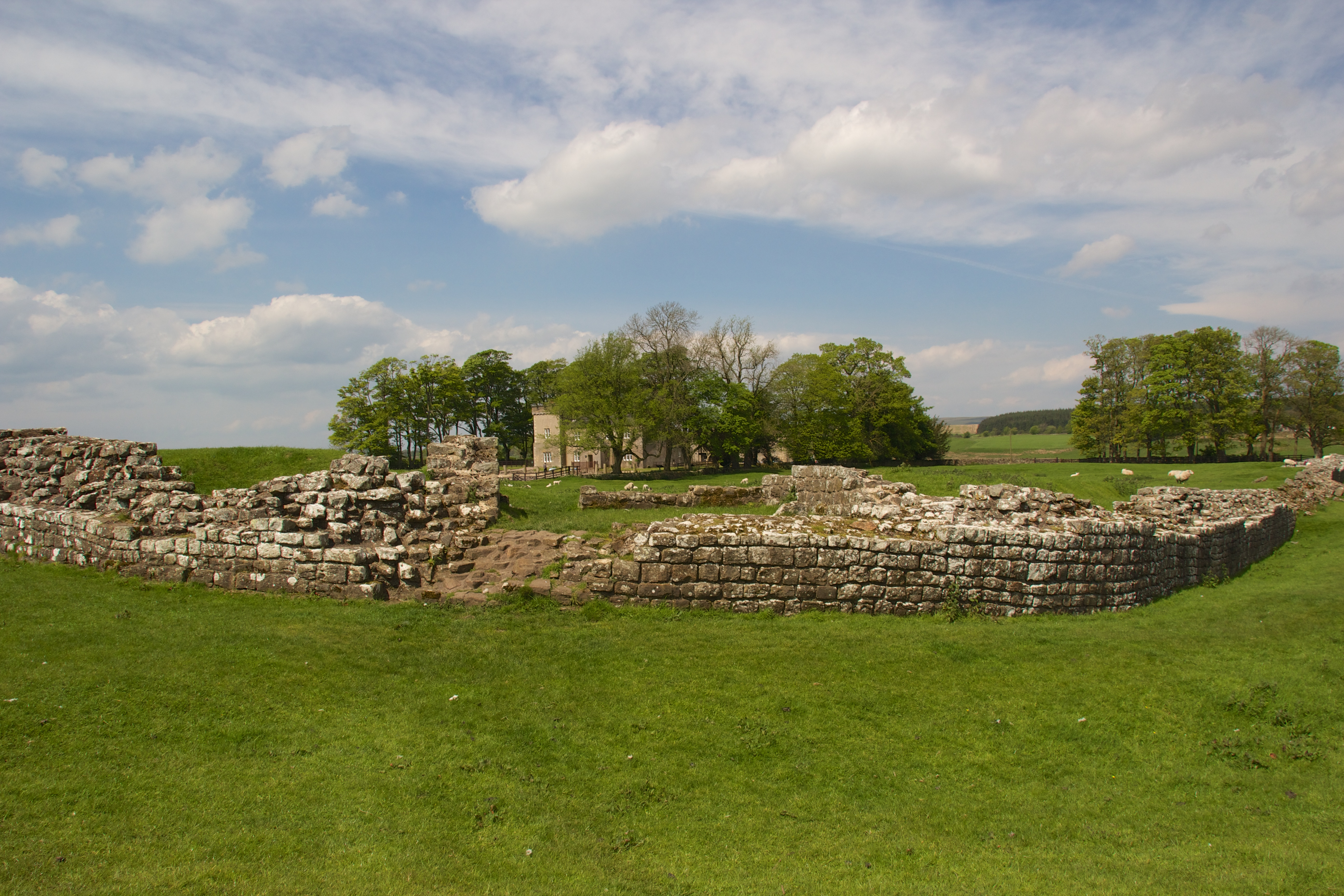
Südostecke

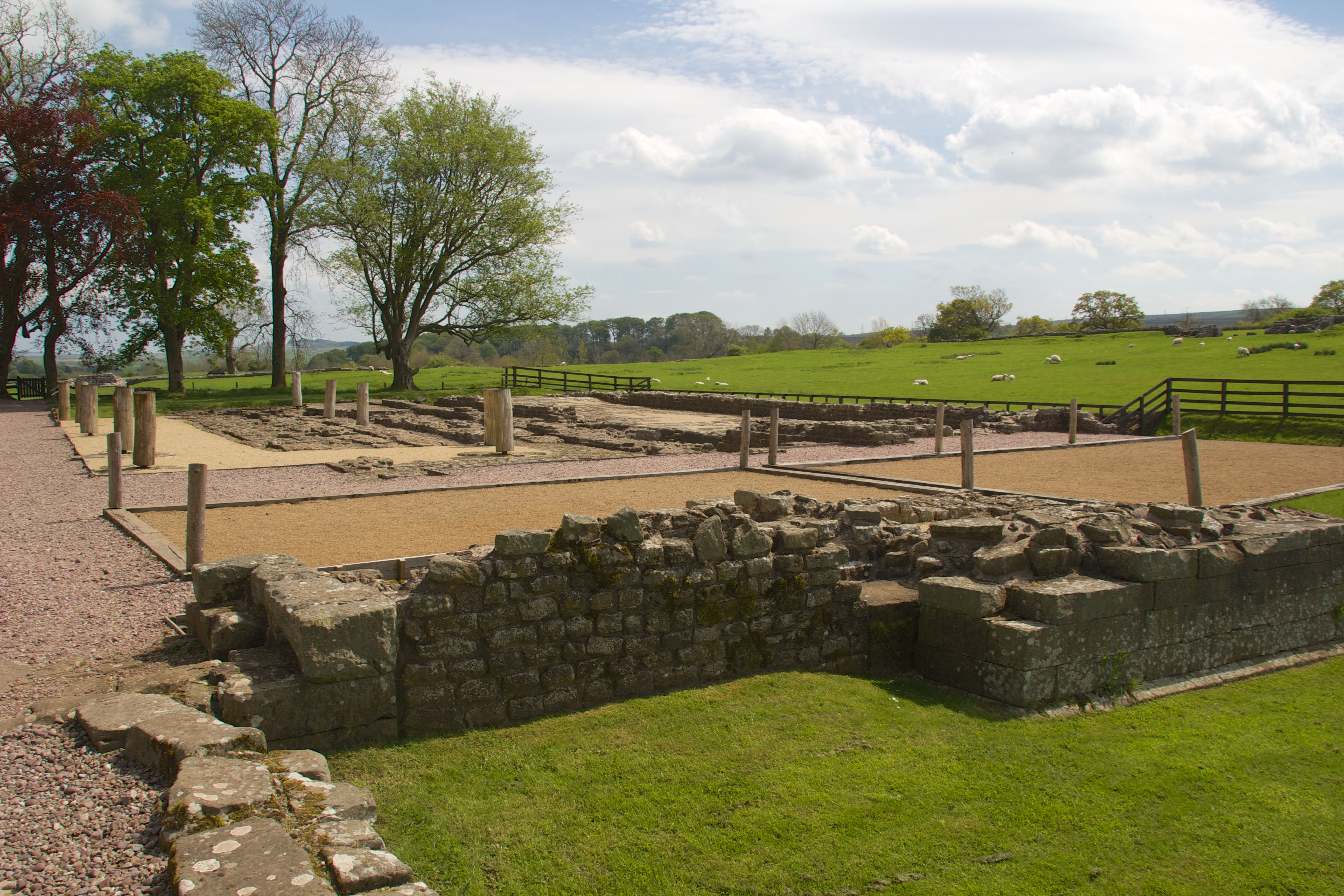
Überreste des nördlichen Horreums

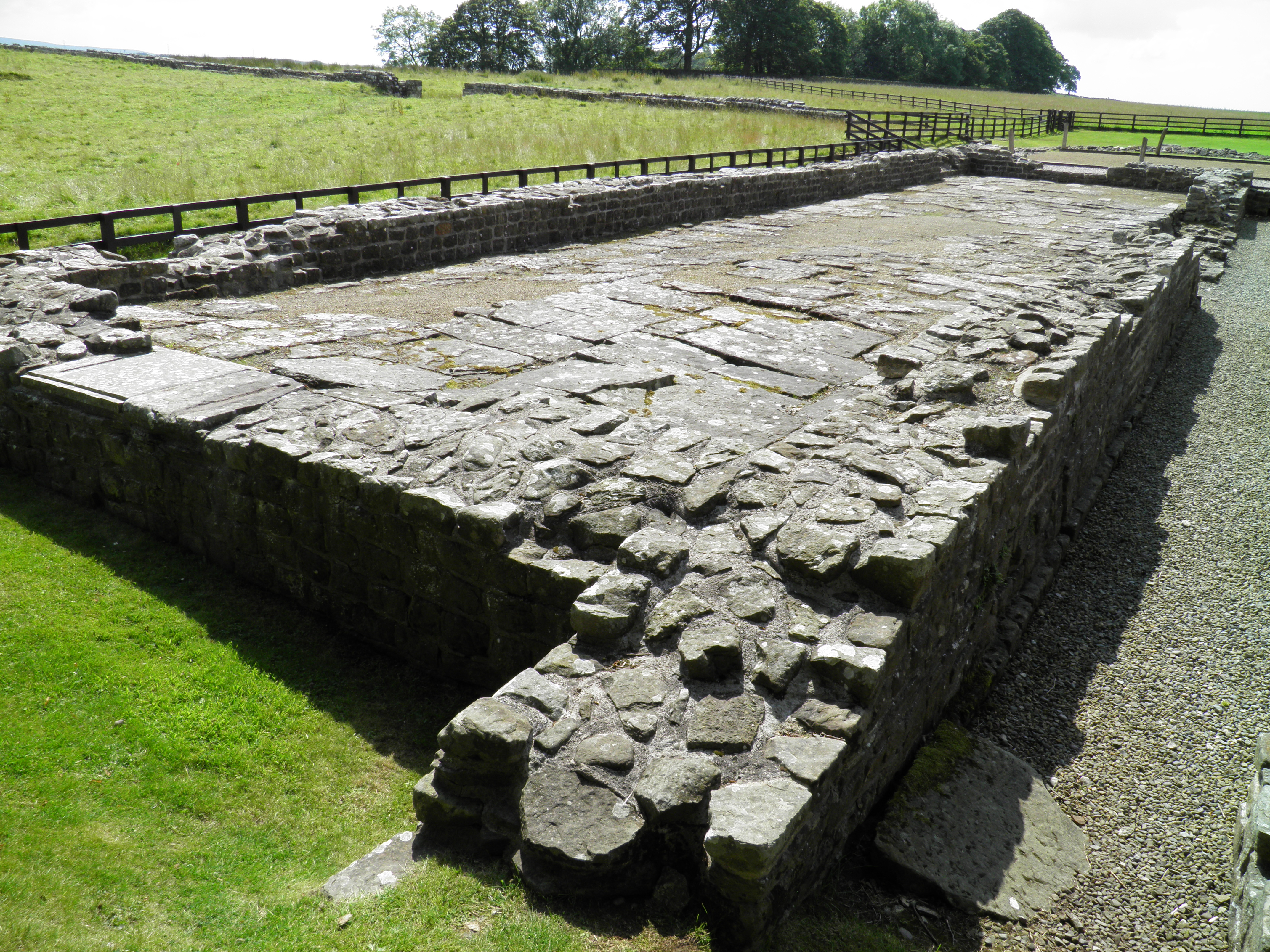
Detailansicht des südlichen Horreums

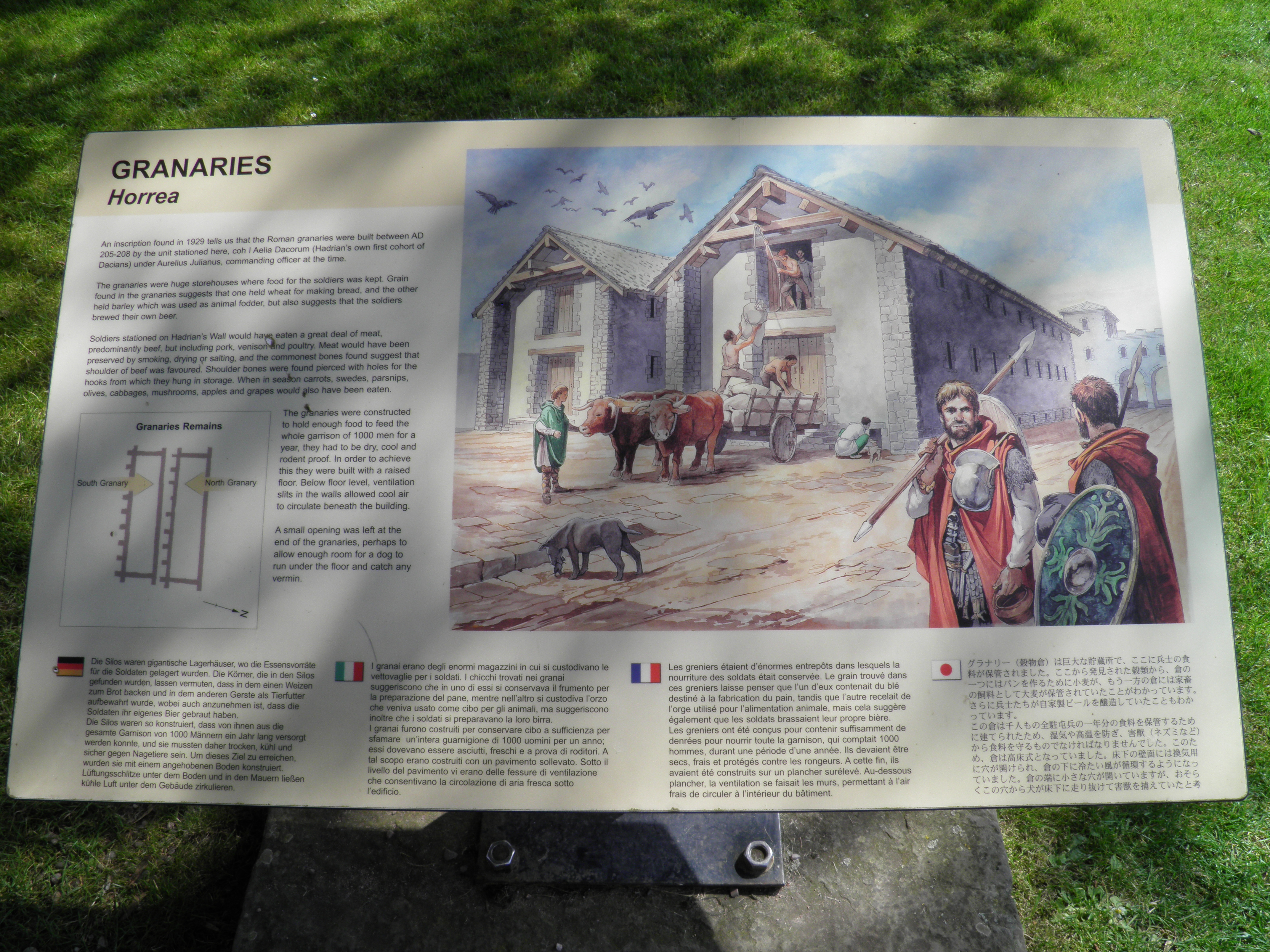
Rekonstruktion des Doppelhorreums (2. Jahrhundert n. Chr.)

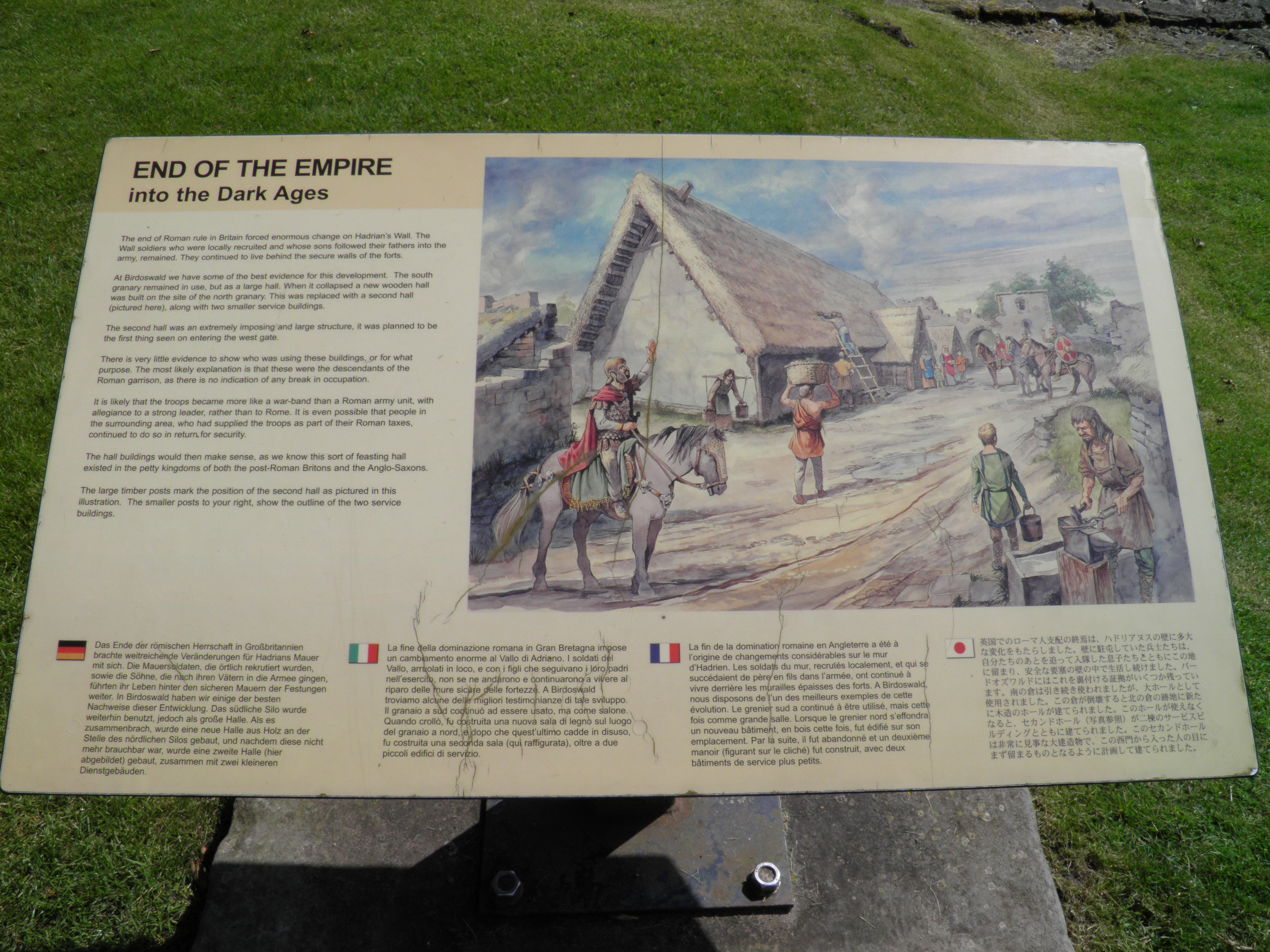
Rekonstruktion der frühmittelalterlichen Halle über dem nördlichen Getreidespeicher

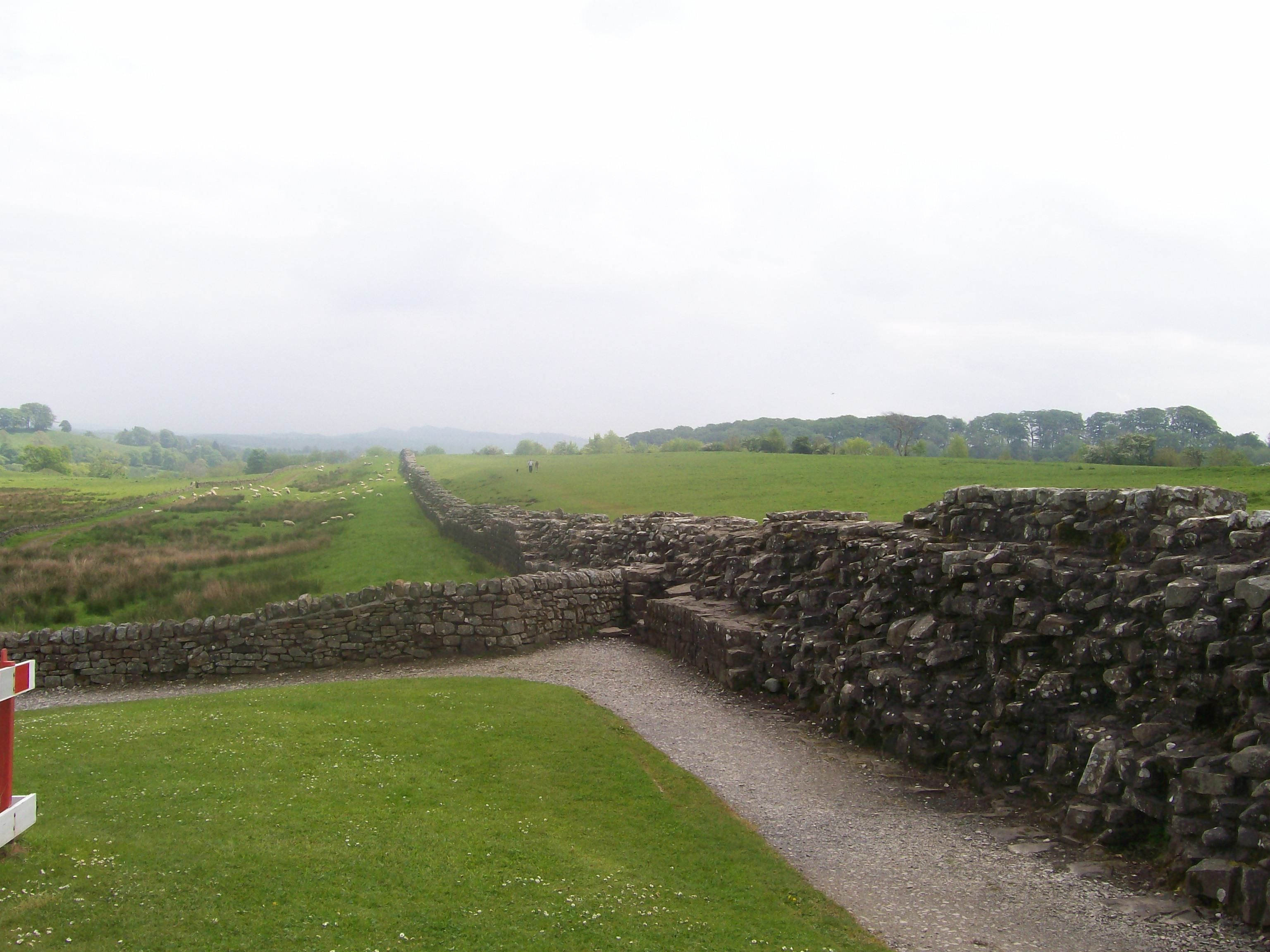
Hadrianswall nahe Birdoswald

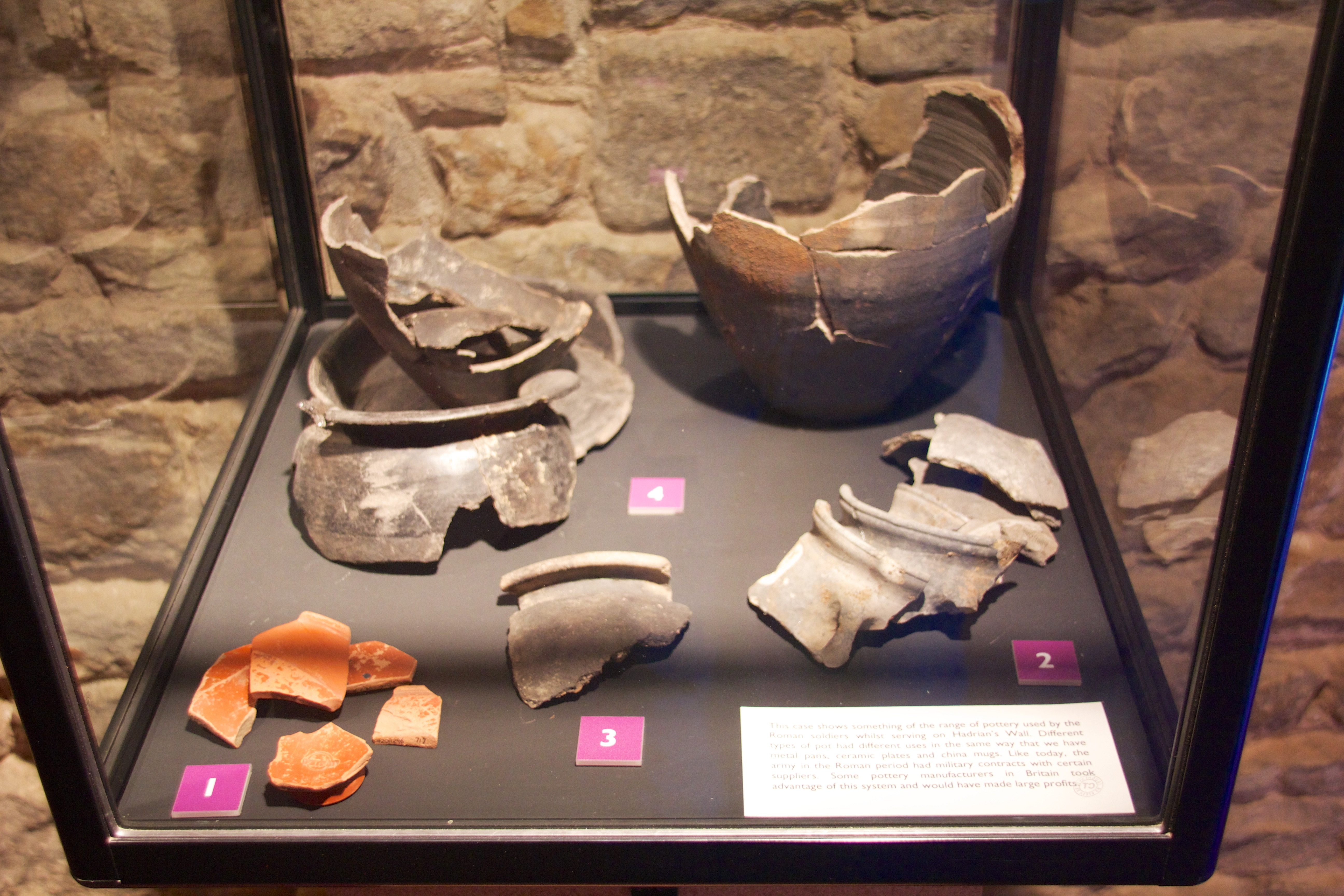
Keramikfunde aus Birdoswald

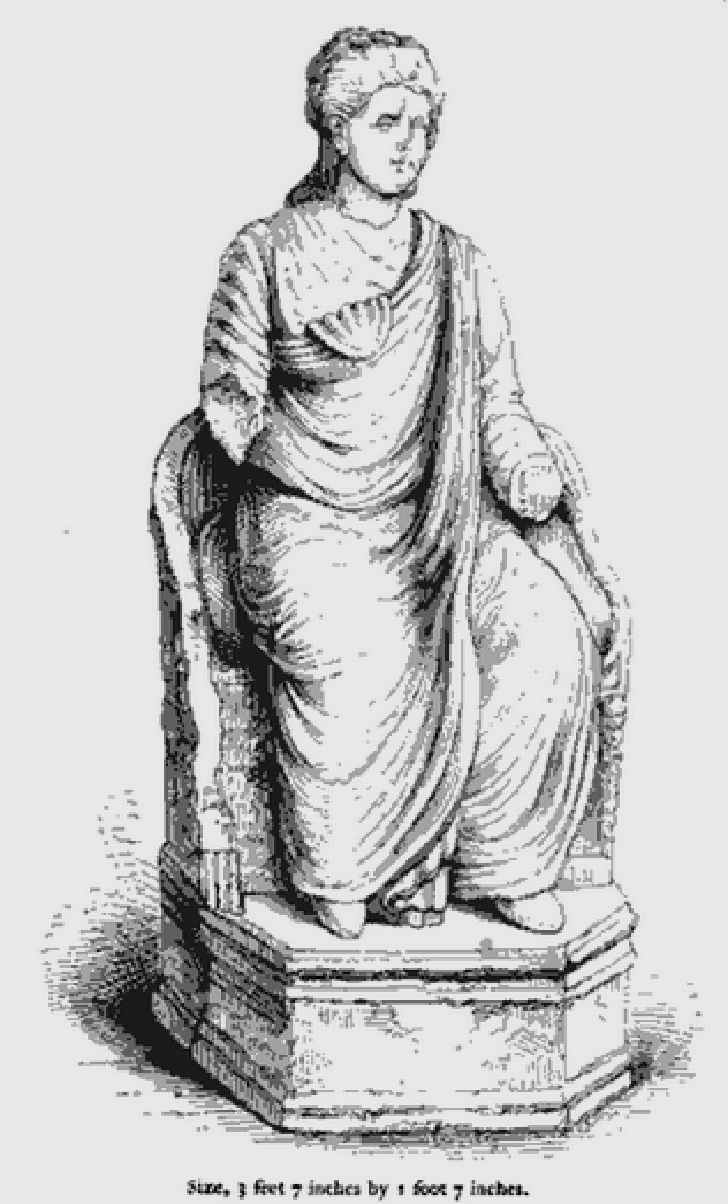
Statue der Fortuna, gefunden im Praetorium des Lagers

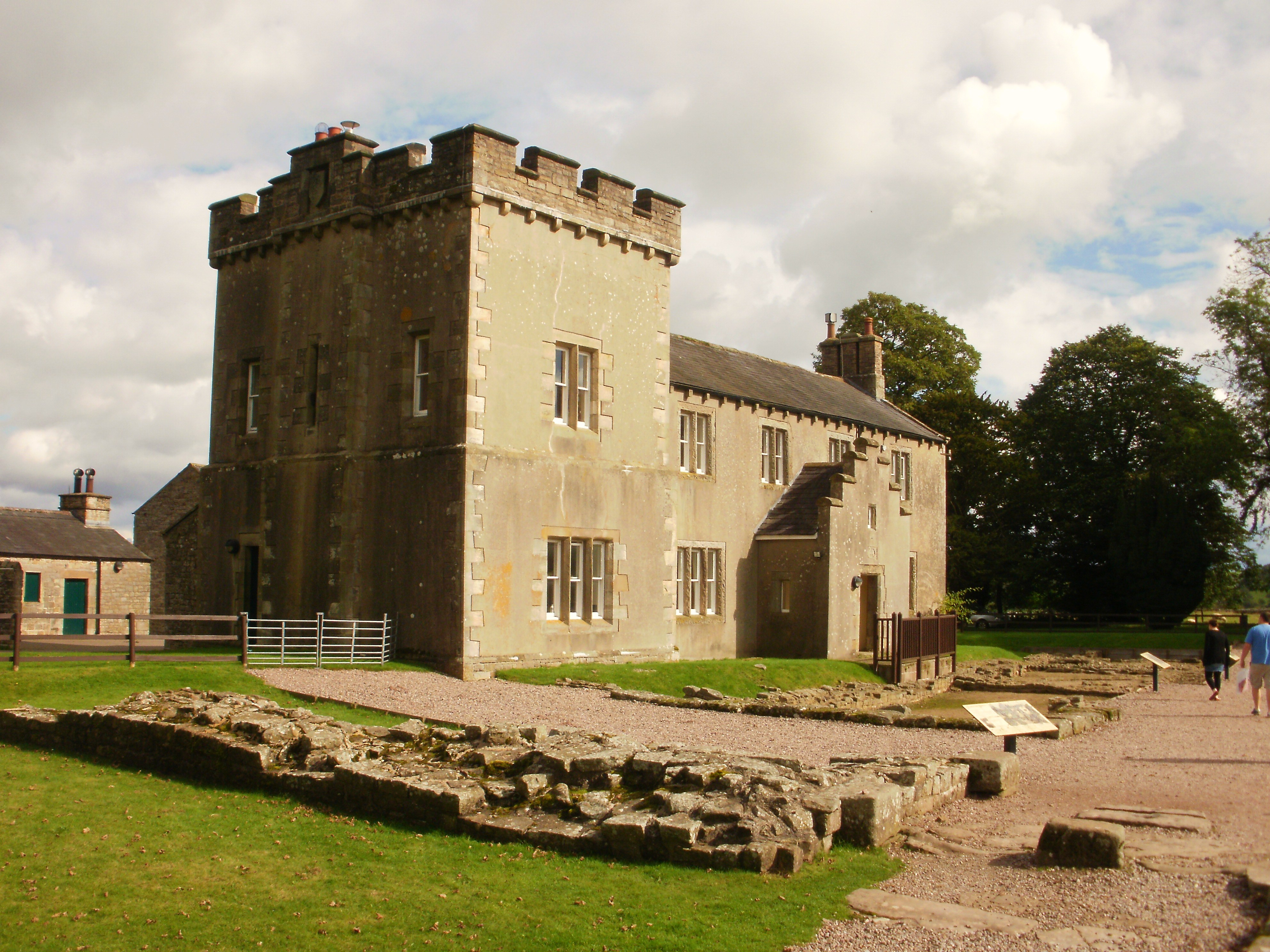
Farmhaus aus dem 17. Jahrhundert (heute Besucherzentrum und Museum Birdoswald)

Banna war ein römisches Kastell der Hilfstruppen im Nordwesten von England, County Cumbria, District Carlisle, Parish Waterhead, Ortsteil Birdoswald-Farm.
Das Lager gehörte zu der aus insgesamt 16 Kastellen bestehenden Festungskette des Hadrianswalls (per lineam valli) und sicherte dessen westlichen Abschnitt. Zunächst nur eine einfache Holz-Erde-Befestigung, wurde es später in ein Steinlager umgebaut, das vermutlich vom 2. bis ins 5. Jahrhundert n. Chr. vom römischen Militär genutzt wurde. Man vermutet, dass im 6. Jahrhundert ein britischer Warlord das Kastell zu seiner Residenz ausbaute. Birdoswald war damit erneut zu einer wichtigen Festung in Nordbritannien geworden und behinderte die weitere Expansion der Sachsen von Bernica nach Westen. Es zählt heute zu den am besten erhaltenen Wallkastellen und ist das einzige, an dem zweifelsfrei nachgewiesen werden konnte, dass es noch bis ins frühe Mittelalter bewohnt war.

## Name
Der römische Ortsname ist in Fachkreisen noch umstritten. In den antiken Quellen wird der in Frage kommende Ort entweder als Banna oder Camboglanna bezeichnet. Von den meisten Historikern wird ersterer bevorzugt. Banna stammt aus dem keltischen und kann „Gipfel“, „Horn“, „Sporn“ oder auch „Zunge“ bedeuten und bezieht sich eindeutig auf die topographische Auffälligkeit des Platzes. Dieser Begriff wurde in der Regel auch für die Benennung eines Vorgebirges verwendet. In der westlichen Notitia dignitatum scheint als Stationierungsort der ersten Dakerkohorte das Kastell Amboglanna auf. In der Kosmografie des Geographen von Ravenna wird Banna als ein Ort zwischen Esica (Great Chesters) und Uxelludamo (Stanwix) angegeben. Von den archäologischen Ausgrabungen weiß man zweifelsfrei, dass dort – abgesehen von Carvoran am Stanegate – zwei Wallkastelle standen. Leider gibt die Kosmografie keine weiteren Hinweise darauf, welcher von beiden mit Banna gemeint war. Auch beim Eintrag in der Notitia ist man sich in der Forschung nicht einig, ob damit nun das Lager in Birdoswald oder doch das benachbarte Castlesteads gemeint ist. Der Lösung dieser Frage kam man erst mit der Entdeckung zweier antiker Trinkgefäße in Wiltshire („Rudge-Cup“) und bei Amiens in Frankreich (Amiens patern) einen großen Schritt näher. Auf beiden, vermutlich „Souvenirs“ von ehemals in der Wallzone stationierten römischen Soldaten, werden die Namen der Kastelle im Westteil des Walls angegeben. Dies lässt annehmen, dass Castlesteads Camboglanna und Birdoswald das antike Banna war. Ein in der Mitte des 19. Jahrhunderts im Kastell aufgefundener Silvanusaltar, wurde lt. Inschrift von den „venatores Bannienses“ (siehe auch Abschnitt Garnison) gestiftet, ein weiteres wichtiges Indiz dafür, dass Birdoswald als Banna angesprochen werden kann.

## Lage
Banna ist das elfte Glied in der Festungskette des Hadrianswalls (vallum aelium). Das Kastellareal befindet sich im Nordosten der Grafschaft Cumbria und zwar etwa elf Kilometer von der nächstgelegenen Stadt, Brampton (westlich) und 1,75 km von Gilsland (östlich) entfernt. Von Banna aus hatte seine Besatzung einen hervorragenden Ausblick auf das Flusstal, den Höhenzug der Whin Sills im Osten, zum Stanegate im Süden und über das Midgeholme Moss Moor bis zum Vorpostenkastell Bewcastle (Fanum Cocidi) im Norden. Die Festung lag an einer wichtigen römischen Fernstraße, dem Maiden Way. Eine von drei römischen Straßen, die in die Stammesgebiete nördlich des Walls führte. Sie endete in Bewcastle, etwa elf Kilometer von Birdoswold entfernt. Zwischen den beiden Festungen konnten mit Hilfe der Besatzungen von zwei an dieser Straße gelegenen Wachtürmen mit Licht- oder Rauchsignalen Nachrichten ausgetauscht werden. Die Befestigungsanlage steht auf einem über dem Fluss Irthing befindlichen, 80 Meter hohen, dreieckförmigen Geländesporn, der nach Nordosten hin leicht stufenförmig ansteigt, im Südwesten und Osten aber in sehr steil zum Fluss abfallenden Hängen ausläuft. Die Südostseite besteht außerdem größtenteils aus instabilem Sand und Lehm und ist noch dazu der Prallhang einer Flussschleife des Irthing. Dies führte dazu, dass er im Laufe der Jahrhunderte immer weiter abgetragen wurde. Die Lagerruine steht heute aufgrund der weit fortgeschrittenen Erosion schon gefährlich nahe am Abhang (Entfernung ca. 50 Meter). Das Bodenniveau an der Südmauer des Getreidelagers, nahe dem Westtor, ist zwei Meter höher als das von dem am Südtor. Das Erdmaterial wurde ebenfalls durch die jahrhundertelange Erosion dort angehäuft. Im späten 2. Jahrhundert gehörte die Region zur Provinz Britannia inferior, ab dem 4. Jahrhundert zur Provinz Britannia secunda.

## Forschungsgeschichte und Fundspektrum
Im Jahre 1599 wurde die Kastellruine erstmals vom Antiquar Reginald Bainbrigg beschrieben. Sein Bericht wurde von William Camden in die Britannia aufgenommen. Nach 1603 legte Lord William Howard, eine der Gründungsmitglieder der Society of Antiquaries, eine Sammlung von Fundstücken aus Birdoswald an, die er in seinem Stammschloss Naworth Castle aufbewahrte. Im 18. Jahrhundert hielt sich John Horsley im Kastell auf und berichtete, dass die Mauerreste der Kastellgebäude noch deutlich zu sehen waren. 1802 besuchte William Hutton bei einer Wanderung entlang des Hadrianswalls die Ruine. Eine erste Probegrabung wurde 1831 von Thomas Crawhall durchgeführt, dabei wurde von ihm das Westtor freigelegt. 1850 ließ Henry Norman weitere Teile der Mauern ausgraben. Mit Henry Glasford Potter und seinem Bruder H. W. Potter legte Norman im gleichen Jahr das Südtor und das westliche Seitentor frei. Die ersten wissenschaftlichen Untersuchungen fanden zwischen 1896 und 1898 statt. Nach der Entdeckung des Holz-Erde-Walls im Jahre 1895 untersuchte Francis Haverfield den Wall (hier vor allem den Abschnitt zwischen dem Wallkastell und dem Meilenkastell Harrows Scar), um Zusammenhänge zwischen den verschiedenen Elementen des Mauersystems zu dokumentieren. Er konnte dabei den Verlauf des Holz-Erde-Walls und des Vallum bis zum Fluss Irthing beobachten. Während dieser Arbeiten fand er auch die Reste eines römischen Gebäudes, das über dem zugeschütteten Vallum erbaut worden war – der früheste Beweis für die Existenz eines Lagerdorfes (Vicus) bei Birdoswald.
Weitere Untersuchungen folgten zwischen 1927 und 1933. In der östlichen praetentura wurden 1929 zwei Gebäude beobachtet. Von 1931 bis 1933 wurde das Baulager an der Südspitze des Geländesporns untersucht. Von 1949 bis 1950 konservierten Mitarbeiter des Ministry of Works die bis dahin freigelegten Mauern und Tore. Im Jahre 1959 wurde westlich des Kastells ein Gräberfeld entdeckt. Die archäologische Historie der Festung wurde bis 1961 von Eric Birley und bis 1978 von Charles Daniels zusammengefasst. Sie begannen mit den Ausgrabungen in der Mitte des 19. Jahrhunderts. Zwischen 1987 und 1992 fanden unter der Regie des English Heritage umfangreiche Ausgrabungen im Gartenareal südlich des Farmhauses statt. Dabei wurden unter anderem die beiden Getreidespeicher, die Basilika (entdeckt 1989), das Westtor und der Damm über dem Südgraben untersucht. 1997–1998 wurden am Gräberfeld und im Kastellinneren geophysikalische Untersuchungen vorgenommen. Im Jahr 2000 legte das Time Team des Fernsehsenders Channel 4 einige Suchgräben im Vicus und im Gräberfeld an und rekonstruierte am Ufer des Irthing den Ablauf einer römischen Feuerbestattung (Experimentelle Archäologie). In den Jahren 1897, 1933 und 2000 wurden Grabungen auf dem Gelände der Zivilsiedlung vorgenommen.
Im Praetorium am Osttor stieß H. G. Potter 1852 im Badetrakt auf eine Sitzstatue der Göttin Fortuna (heute im Tullie House Museum). Um 1895 konnte eine vergoldete Statuette des Herkules geborgen werden. Eine bronzene Handgeldbörse mit 28 Silbermünzen aus hadrianischer Zeit wurde 1949 nördlich des Osttors unter der rückwärtigen Erdrampe der Mauer gefunden. Sie wurde vermutlich während der Entstehungszeit des Holz-Erde-Kastells dort verloren. Bei Ausgrabungen im Jahre 1931 wurde hinter der Principia – in einer der Mannschaftskasernen – ein Gefäß mit einem weiteren Münzhort entdeckt. Er stammte ebenfalls aus der frühen Regierungszeit des Hadrian und wurde wohl während der Besetzung des Holz-Erde-Kastells hier deponiert. Andere in Birdoswald entdeckte Fundmünzen waren unter anderem fünf Kupferstücke aus der Zeit des Trajan und drei Exemplare, die in die Jahre nach 375 datieren. Die bemerkenswertesten darunter sind: sechs Stücke aus der Zeit des Antoninus Pius (inkl. einer Silberprägung), drei Kupfermünzen des Konstantin I. und seines Nachfolgers Constantius II. Darunter auch Prägungen mit der Aufschrift Fel Temp Reparatio (Wiederherstellung der glücklichen Zeiten). Weitere Münzen wurden zwischen 1987 und 1990 entdeckt, nähere Details darüber sind jedoch nicht veröffentlicht worden. Im Gräberfeld bzw. Vicus wurden 2000 vom Time Team unter anderem ein Fingerring, Münzen und ein fast vollständig erhaltenes Brandgrab (bustum) entdeckt. Die Anwesenheit von Angelsachsen im Kastell wird durch eine Haarnadel mit scheibenförmigen Kopf aus dem 8. Jahrhundert bezeugt, die bei Konsolidierungarbeiten an der Ostmauer entdeckt wurde. Die meisten dieser Funde befinden sich heute in Carlisle.

## Entwicklung
122 befahl Kaiser Hadrian, im Norden Britanniens eine Sperrmauer, verstärkt durch Wachtürme und Kastelle, vom Tyne bis zum Solway Firth zu errichten, um die britischen Provinzen vor den ständigen Einfällen der Pikten aus dem Norden zu schützen. Der Wall wurde größtenteils durch Soldaten der drei in Britannien stationierten Legionen und Mannschaften der Classis Britannica errichtet.

### 2. Jahrhundert
Vor Errichtung des Hadrianswalls stand am Kastellplateau ein – um das Jahr 100 erbauter – Wach- und Signalturm der ein Teil des Sicherungssystems der Stanegategrenze war. Nachdem diese Arbeiten abgeschlossen waren, änderten die römischen Strategen ihre Pläne. Ursprünglich standen die Grenztruppen in den nahegelegenen Kastellen am Stanegate. Stattdessen wurde die Entscheidung getroffen, nun für die Truppen neue, weiter nach Norden vorgeschobene Kastelle zu errichten, die in Intervallen von etwa sieben römischen Meilen direkt an der Mauer stehen sollten. Birdoswald wurde als Standort für eine dieser der neuen Festungen ausgewählt. Vor Errichtung des Kastells war das Areal noch mit dichten Wald und einem Moor bedeckt. Zur Vorbereitung mussten die Soldaten erst die Bäume abholzen und das Sumpfgebiet trockenlegen. Die Bautrupps waren in einem provisorischen, mit Palisaden befestigten Lager, an der Südspitze des Geländesporns untergebracht. Seine Reste sind die frühesten Beweise für die Anwesenheit römischer Soldaten in dieser Region. In seinem Wehrgraben wurden unter anderem die Überbleibsel eines Lederzeltes entdeckt. Zuerst wurde ein Holz-Erde-Lager errichtet, das aber noch vor Ende des 2. Jahrhunderts durch ein Steinlager ersetzt wurde. Die Garnison von Banna sollte vor allem die Fernstraße und die Wallbrücke über den Irthing schützen, die etwa 800 Meter östlich des Kastells lag. Für den zivilen Grenzverkehr existierten am Hadrianswall insgesamt nur drei Grenzübergänge, dies waren neben Banna das Portgate bei Onnum und ein Übergang bei Uxelodunum (Stanwix). Hadrians Nachfolger, Antoninus Pius (138–161 n. Chr.), verlegte später die Grenzarmee noch weiter nach Norden, um ließ dort eine zweite Sperrmauer (Antoninuswall) vom Forth bis zur Mündung des Clyde anlegen. Birdoswald wurde während der Besetzung dieser Mauer (etwa 142–160 n. Chr.) wegen seiner Lage am Maiden Way und der Sicherung der strategisch wichtigen Irthingbrücke jedoch nicht aufgegeben. Es war aber wahrscheinlich nur von einer stark reduzierten Garnison bewacht. Nach dem kurzen Zwischenspiel am Antoninuswall war Birdoswald wieder voll besetzt. Eventuell schon von der Dakerkohorte, die dort bis zum Beginn des 5. Jahrhunderts stationiert bleiben sollte. Aufgrund der langen Friedenszeit und der Fernstraßenanbindung entwickelte sich außerhalb der Kastellmauern bald eine rasch expandierende Zivilsiedlung.

### 3. bis 4. Jahrhundert
Zwischen 205 und 305 wurden am Kastell zahlreiche Reparatur- und Umbauarbeiten vorgenommen. Hinweise auf eine Zerstörung durch Feindeinwirkung fehlten jedoch. Unter der Statthalterschaft des Lucius Alfenus Senecio (205–208) wurden die beiden Getreidespeicher von Grund auf wiederhergestellt. Eine Inschrift berichtet von weiteren Renovierungsarbeiten am Osttor im Jahr 219. Auch einige der Mannschaftsbaracken wurden umgestaltet, die klassischen, streifenförmigen Räume wurden durch einzelne Kammern ersetzt, vergleichbar mit denen in Housesteads und Wallsend. Ähnliche Inschriften wurden auch in anderen Lagern von Nordbritannien entdeckt. Vermutlich handelte es sich um ein großangelegtes Renovierungs- und Wiederaufbauprogramm in dieser Region, das von Kaiser Septimius Severus initiiert wurde. In den Jahren danach dürfte es lange relativ ruhig an der Grenze geblieben sein, vermutlich bis in die Regierungszeit des Probus (276–282). Dies bezeugt die hohe Anzahl an Weihealtären, die von der Dakerkohorte in dieser Zeit gestiftet wurden. Die Grenzarmee büßte aber in dieser Zeit ihre frühere Mobilität weitgehend ein. Im 3. Jahrhundert expandierte auch der Vicus außerhalb des Lagers, da die Soldaten nun auch während ihres aktiven Militärdienstes sich offiziell verheiraten durften. Durch den Ausbau der Wallbrücke am Irthing zu einer vollwertigen Straßenbrücke im frühen 3. Jahrhundert löste die Militärstraße den Stanegate als wichtigste Nachschubroute – und wohl auch Ost-West-Direktverbindung – am Wall ab, was auch die Bedeutung von Banna als Etappenziel beträchtlich erhöhte. Der Vicus des nahegelegenen Stanegatekastells Nether Denton, dem Vorgänger von Birdoswald, das sich am Südufer des Irthing befand, blieb aber interessanterweise auch nach Aufgabe des Kastells in der Antoninischen Zeitperiode weiter bewohnt. Vielleicht konnte er seinen Status als wirtschaftlicher Mittelpunkt dieser Region weitgehend behaupten, der früher hauptsächlich durch die Garnison der Festung und dem Durchzugsverkehr am Stanegate getragen wurde. Das Kastell in Birdoswald verfiel jedoch im Laufe des 3. Jahrhunderts erneut. Laut der letzten datierbaren Inschrift (297–305) könnte die Festung im späten 3. Jahrhundert sogar aufgegeben und erst im frühen 4. wieder besetzt worden sein. Sie berichtet unter anderem vom Wiederaufbau des Kommandantenhauses, „...welches mit Erde bedeckt und verfallen war...“. Vielleicht entstand in dieser Zeit auch das Lagerbad und die Fabricia. Das Kastell scheint noch bis zum späten 4. Jahrhundert vom regulären Militär besetzt gewesen sein.

### Poströmische Zeit
Nach dem Zusammenbruch der römischen Verwaltung und Wirtschaft im frühen 5. Jahrhundert muss die Bevölkerung an der Nordgrenze eine radikale Änderung ihrer bisherigen Lebensumstände erfahren haben. Die am Wall ansässige Zivilbevölkerung floh hinter die Mauern der Kastelle, die damit zu befestigten Siedlungen (oppida) wurden. Seine Bewohner fühlten sich aber wohl weiterhin der römischen Welt zugehörig und hielten an deren Traditionen fest.
Eine der überraschendsten Entdeckungen am Hadrianswall war, dass einige seiner Kastelle noch bis weit über das Ende der römischen Herrschaft hinaus verwendet wurden. Es ist sehr wahrscheinlich, dass das Lager bis in das 6. Jahrhundert von den direkten Nachkommen der römischen Soldaten bewohnt war. Der leitende Archäologe in Birdoswald, Tony Wilmott, vermutet, dass es nach dem Ende der römischen Herrschaft einem lokalen Kriegsfürsten als Residenz diente. Vermutlich stammte er direkt vom letzten Lagerkommandanten oder einem anderen Offizier der spätrömischen Garnison ab und bezog daraus seine Legitimität als Herrscher über diese Region. Es ist sogar möglich, dass die Bauern aus der Umgebung, die vorher die Besatzung aufgrund ihrer Steuerpflicht mit Lebensmittel versorgt hatten, diese Praxis für die Gewährung von Schutz und Sicherheit weiter fortsetzten. Die aussagekräftigsten Befunde über diese Zeit wurden an den Getreidespeichern gemacht. Bis spätestens um 500 waren beide komplett abgebrochen worden. Am Standort des nördlichen Kornspeicher wurde anschließend ein mehrphasiger Hallenbau aus Holz errichtet. Die Reste solcher Gebäude aus dem 5. und 6. Jahrhundert wurden überall in Großbritannien gefunden. Sie scheint bis um 520 verwendet worden zu sein. Heute sind die Positionen ihrer Stützpfeiler durch Holzpfosten markiert. Vermutlich wurde das Kastell um 520 von den letzten romano-britischen Bewohnern verlassen. Eventuell hat sich danach im 8. Jahrhundert noch eine Gruppe Angelsachsen dort für einen längeren Zeitraum aufgehalten (Fund einer Haarnadel mit scheibenförmigen Abschluss).

### Mittelalter bis Neuzeit
Im Mittelalter wurde das Kastell als Viehpferch verwendet. Am Westtor wurden immer wieder Umbauten vorgenommen. Die mittelalterliche Siedlung lag wahrscheinlich in der Nordwestecke des Lagers. Im 15. Jahrhundert wurde neben dem Westtor ein kleines, turmförmiges Gebäude errichtet. Zu dieser Zeit wurde das Grenzgebiet zwischen England und Schottland von Marodeuren, den sogenannten „Border Reivers“, unsicher gemacht, entlassene Söldner und Banditen, die die abgeschiedene Region als Basis und Rückzugsgebiet für ihre Überfälle auf Farmen oder Reisende nutzten. Im 16. Jahrhundert wurde das Westtor vom Tweddle-Clan fast zur Gänze abgetragen und stattdessen ein befestigtes Farmhaus (Bastle House) erbaut (siehe auch Housesteads). König James I. beendete im Jahre 1603 schließlich die Umtriebe der Border Reivers. Nach dieser markanten Verbesserung der Sicherheitslage begannen sich auch namhafte Antiquare für die Kastellruine zu interessieren. Sie wurde im 19. Jahrhundert zu einer Gartenlandschaft im viktorianischen Stil umgestaltet, die den repräsentativen Rahmen für das pseudomittelalterliche Farmgebäude (erbaut 1745, erweitert 1858) abgeben sollte.

## Kastell
Die konservierten und sichtbaren Reste der Umwehrung schließen die Süd- und Ostmauer bzw. das Süd- und Osttor ein. Sie umfassen etwa die Hälfte der Westseite und die NW-Ecke des Kastellgeländes. Die moderne Straße überdeckt den größten Teil der Nordmauer, das Farmhaus mit seinen Gärten und die Nebengebäude den Nordsektor des ehemaligen Lagerareals. Von der Innenbebauung sind noch die Grundfesten der beiden Kornspeicher und ein kleiner Teil der Basilika zu sehen. Der Rest wird als Viehweide verwendet.
Beim Kastell konnten mehrere Bauphasen unterschieden werden. Das frühe Kastell wurde nach 112 in Holz-Erde-Technik errichtet, allerdings nie vollständig fertiggestellt und schließlich durch einen Steinbau – noch vor Ende der Herrschaft des Hadrian (138 n. Chr.) – ersetzt.

### Holz-Erde-Kastell
Das Holz-Erde-Kastell war von SO nach NW ausgerichtet und ragte zur Hälfte über den Hadrianswall (Holz-Erde-Version) hinaus. Dies erlaubte bei einem feindlichen Angriff durch die drei Haupttore eine schnelle Entfaltung der Kastellbesatzung im Vorfeld des Walls. Die zwei Seitentore und das Südtor standen südlich des Walls. Seine Erdwälle ruhten auf 3,5 Meter breiten Steinfundamenten. Reste davon konnten Anfang der 1930er Jahre an der SO-Ecke nachgewiesen werden. Als Beifunde konnte dort unter anderem Keramik aus der Zeit Traians geborgen werden. Die Gebäude im Innern des Lagers bestanden aus Holz. Auch die Abwasserkanäle waren mit Holzpfählen und Flechtwerk ausgekleidet.

### Steinkastell
Das Steinlager hatte die für diese Zeit typische Spielkartenform, ein Rechteck mit abgerundeten Ecken. Es maß etwa 177 × 122 Meter und bedeckte eine Fläche von fast 2,14 Hektar. Auch die meisten der internen Gebäuden stammen aus hadrianischer Zeit. Bei einer Grabung im Jahre 1928 stellte sich heraus, dass der Wallgraben (vallum) um die Südseite des Kastells einen weit ausholenden Bogen beschreibt. Dies deutet darauf hin, dass das ursprüngliche Holz-Erde-Kastell wesentlich kleiner war als das spätere Steinlager. Während seiner Errichtung wurde der alte Wallgraben planiert. Im 19. Jahrhundert fand man im Kastell die Reste einer Zisterne (cisterna), von der aus die Besatzung offensichtlich mit Trinkwasser versorgt wurde. Sie wurde von einer Quelle, etwa 275 Meter westlich des Kastells gespeist. Die Zuleitung bestand aus einer im Boden eingetieften Rinne, die mit flachen Steinen ausgekleidet und an der Oberseite mit Steinplatten abgedeckt war. Bei ihrer Entdeckung floss in ihr immer noch Wasser. Zum Reinigen des Wassers verwendete man eine Art Holzkohlefilter. Die Abwässer wurden über mit Steinplatten ausgelegten Kanälen in die Kastellgräben entsorgt.
Als Annäherungshindernis war das Kastell von zwei Wehrgräben (fossa) umgeben worden.
Das Vorhandensein eines externen Paradeplatzes (campus martis) wird durch den Fund von diesbezüglichen Widmungsinschriften bestätigt. Seine Lage ist noch unbekannt.

### Umwehrung
Abgesehen von der nordöstlichen Ecke sind die Grundfesten der Kastellmauer fast vollständig freigelegt worden.
Sie hatte eine Breite von 1,5 Meter, dürfte ursprünglich etwa 4,2 bis 4,5 Meter – so hoch wie der Hadrianswall – gewesen sein und bestand aus einem vermörtelten Bruchsteinkern der an beiden Seiten mit behauenen Quadersteinen verblendet war. Als Brustwehr dienten wohl etwa 30 cm breite Zinnen, an der Spitze mit einem Paar flacher Steine abgedeckt, die an den oberen Kanten schräg zugehauen worden waren. Von letzteren konnten in Birdoswald einige Exemplare geborgen werden. An der Basis der Brüstung verlief an der Außenseite der Wand ein Steinband, das Regenwasser von der Wand ableiten sollte. An der Ostmauer wurden besonders viele Reparaturen und Umbauten festgestellt. Sie wurde in der Spätantike durch einen Holz-Erde-Wall ersetzt. Ähnliche Befestigungen wurden von den Archäologen auch in Vindolanda und Vercovicium beobachtet. Über die via sagularis, eine direkt an der Mauer das ganze Lager umlaufende Straße, konnten die Soldaten bei einem Angriff rasch den Wehrgang der Mauer erreichen.
Die Mauer war mit einer rückwärtig schräg abfallend aufgeschütteten Rampe aus Erde und Lehm als Wehrgang versehen. In ihr waren wahrscheinlich auch Treppen (ascensi) eingebaut. An ein paar Stellen der Wallmauer markierten Steinschwellen den Abschluss der Erdrampe an der via sagularis. Die Breite der Basis der Erdrampe muss also um die 4,8 Meter betragen haben. Wegen der hohen Brandgefahr wurden dort unter anderem auch kreisrunde Backöfen aus Stein eingebaut. Einige von ihnen fand man nördlich des Westtores. Viele dieser Öfen scheinen schon während der Bauzeit des Kastells angelegt worden sein. Ihre Substrukturen waren teilweise noch drei Steinreihen hoch erhaltenen. Als Abdeckung dienten Tonkuppeln. Beim Backvorgang wurden die Öfen zuerst mit einem Holzfeuer angeheizt. Als dieses abgeklungen war, wurde die Asche ausgeräumt und das Brot im Ofen platziert um es auszubacken.

### Tore
Das Lager konnte durch sechs Tore betreten werden, von denen alle noch, außer dem im Norden sichtbar sind. Ost- und Südtor wurden schon in der Mitte des 19. Jahrhunderts freigelegt, nur das Westtor wurde Ende der 1980er Jahre nach den damals modernsten wissenschaftlichen Methoden ausgegraben. Die vier Haupttore (portae principales) – im Norden, Süden, Westen und Osten – ähnelten denen von Housesteads, bestanden aber nicht aus so massiven Mauerwerk. Sie waren mit einem doppelten Durchgang versehen, der mittig durch zwei Pfeiler voneinander getrennt waren (spina). Ost- und Westtor befanden sich nicht, wie bei den klassischen mittelkaiserzeitlichen Kastellen, im Zentrum, sondern standen etwas weiter nördlich. Zusätzlich wurden die Haupttore durch zwei quadratische, etwa zwölf Meter hohe Türme, mit vermutlich drei Stockwerken, flankiert. Ob sie mit Zinnen bekrönt oder mit einem Ziegeldach abgedeckt waren, ist in Fachkreisen umstritten. Zwischen den Türmen, über den Durchgangsportalen, befand sich entweder ein zinnenbewehrter Wehrgang oder eine mit einem Dach abgedeckte Wachstube. Türme und Wachstuben verfügten über Bogenfenster die entweder verglast waren oder mit aufklappbaren Holzläden verschlossen werden konnten. Die Portale konnten mit zwei Torflügeln aus Eichenholz geschlossen werden. Die Außenfassade der Tore könnten – wie in Housesteads – auch mit Architekturelementen, Pilaster oder Statuen dekoriert gewesen sein. In Birdoswald fand man bislang nur ein Fragment eines taillierten Gesims, dass wahrscheinlich oberhalb eines Torbogens angebracht war.
Die zwei Seitentore (portae quintanae) waren in einem Intervallturm eingebaut, hatten nur eine Durchfahrt und befanden sich an der Ost- und Westseite der retentura. Sie waren ein Relikt des frühen Holz-Erde-Kastells, dessen praetentura sich noch nördlich des Holz-Erde-Walls befand. Durch sie wurde auch die südliche Militärstraße als via quintana durch das Holz-Erde-Kastell geführt. Nach Fertigstellung des Steinwalls wurden sie zugemauert.

#### Osttor
Es diente als Haupttor (porta praetoria) und ist das am besten erhaltene Exemplar am Hadrianswall. Wie sein Pendant war es direkt über den Resten des Holz-Erde-Walls und seinem zugeschütteten Graben errichtet worden. Der äußere Seitenpfeiler der nördlichen Durchfahrt ist einer der am höchsten aufrechtstehenden Exemplare am Wall. Auf ihm ist auch noch der Ansatz (Keilstein) des Torbogens zu sehen. Bei den Ausgrabungen konnten auch Fragmente des Oberbaus geborgen werden, einschließlich mehrere aus einem Stück gehauene Fensterbögen. Sie dienten beim Wiederaufbau des Westtores im Kastell Arbeia als Vorlage für dessen Fenstergestaltung. Laut einer nahe dem Tor aufgefundenen Bauinschrift wurde es im dritten Jahrhundert noch einmal umfassend renoviert. Die nördliche Durchfahrt wurde später an beiden Seiten zugemauert und als Werkstätten- oder Lagerraum adaptiert, die Vermauerung am inneren Portal ist noch zu sehen. Im nördlichen Flankenturm wurde wahrscheinlich ein Ofen unbestimmter Funktion eingebaut.

#### Westtor
Seine Torflügel konnten auf Zapfen gedreht werden, die in mit Eisentüllen versehenen Löchern (Pivotsteine) entweder in der Torschwelle oder neben den Seitenpfeilern eingelassen waren. Am Südportal des Westtors ist noch eine der Eisentüllen zu sehen. Fünf noch erhaltene Voussoirs (Keilsteine) waren wahrscheinlich in einem der Fenster des Tores verbaut. In einem war ein kleines Phallussymbol eingemeißelt. Der Torbau wurde im 3. Jahrhundert renoviert. Der südliche Flankenturm wurde sogar von Grund auf neu errichtet. Im unteren Teil des Südturms waren qualitativ relativ hochwertig ausgeführte Steinblöcke verbaut. Sie stammten vermutlich von einem Monument oder einem repräsentativen Gebäude und waren für die Renovierungsarbeiten im frühen 3. Jahrhundert wiederverwendet worden. In seinen Fundamenten fand man eine Gemme (evtl. von einem Ring). In ihr war ein Porträtkopf eingeschnitten der wahrscheinlich einen der Söhne des Septimius Severus, Caracalla oder Geta, darstellt. Vermutlich stammt er aus einer Werkstatt in York (Eburacum) und wurde dort als rituelles Bauopfer zurückgelassen. Um 230 wurde seine südliche Durchfahrt zugemauert. In der Wachstube des Nordturms richtete man danach eine Schmiedewerkstätte ein. Auch der Südturm wurde nun für handwerkliche Zwecke verwendet. Im 13. Jahrhundert wurde die nördliche Durchfahrt und die Fußböden des Torbaues neu gepflastert. Dafür wurden neu zugehauene Steine verwendet die nachweislich nicht aus der Bausubstanz des Tores stammten. Weiters fand man mittelalterliche Keramik in der Durchfahrt verstreut. Die durch das Tor führende römische Straße hatte sich zu dieser Zeit in einen Hohlweg verwandelt, was auf eine starke Verkehrsbelastung hindeutet. Das Tor fungierte zu dieser Zeit wohl als Haupteingang zu einer mittelalterlichen Siedlung. Das alles lässt vermuten, dass es zumindest bis in diese Zeit wohl noch weitgehend erhalten war.

#### Südtor
Die Durchgänge waren 3,3 Meter breit. In der Spätantike wurden beide Durchfahrten blockiert. Aufgrund seiner Nähe zum Steilhang waren sie ohnehin weitgehend nutzlos. Die Wachräume in den Flankentürmen wurde danach als Backstuben verwendet. Hier sind auf beiden Seiten an den äußeren Pfeilern noch die Pivotsteine der Torflügel zu sehen.

#### Seitentor Ost
Der Torbau wurde 1992 freigelegt. Es wurde nach Fertigstellung der Steinversion des Hadrianswalls abgerissen. Die Durchfahrt wurde zugemauert. Ihr Südpfeiler steht noch in voller Höhe aufrecht. Vom Steinbogen der Durchfahrt blieb ein Voussoir erhalten. Nach seiner Blockierung wurde dahinter eine Erdrampe aufgeschüttet.

### Türme
Die Mauern und Kastellecken war zusätzlich mit quadratischen, innen angesetzten Turm verstärkt. Am Eingang zum Schaugelände sind noch die Reste des NW-Eckturms zu sehen. Letztere waren im Grundriss langrechteckig und so den abgerundeten Ecken der Lager angepasst worden. Die Intervalltürme der Wallkastelle waren den Wachtürmen an der Hadriansmauer sehr ähnlich. Zwei dieser Intervalltürme wurden nördlich des Ost- und des Westtores entdeckt, zwei standen an der Nordmauer, zwei weitere vermutlich auch an der Südmauer. Ob sie mit Zinnen versehen oder mit Ziegeldächern abgedeckt waren, ist unklar. In alle Intervalltürme wurden später Backöfen eingebaut. Der Turm zwischen NW-Ecke und Nordtor wurden teilweise abgerissen, danach mit drei Rundöfen ausgestattet und nur mehr als Backhaus verwendet. Das Kastell war außen noch von zwei Wehrgräben umgeben. Von ihnen sind nur noch einige leichte Vertiefungen sichtbar.

### Innenbebauung
Der Bebauungsplan des Kastells ist nachträglich nur mehr schwer zu rekonstruieren. Im Inneren werden die für mittelkaiserzeitliche Lager standardmäßigen Gebäude vermutet: im Zentrum ein Hauptquartier (principia), direkt über oder in der Nähe des abgerissenen Wachturms 49A. Im Westen zwei Getreidespeicher (horrea) und Kasernenblöcke im Norden (centuria). Ausgegraben wurde nur die westliche Hälfte der praetentura. Dort wurden insgesamt neun Gebäude entdeckt. Sie waren alle von Ost nach West ausgerichtet und nahmen den Raum zwischen der via praetoria und der via sagularis ein. In der Nordwestecke stieß man auf insgesamt zwei Mannschaftsbaracken, südlich von ihnen stand eine Exerzierhalle. Geophysikalische Untersuchungen zeigten, dass auch im östlichen Teil der praetentura Mannschaftsbaracken standen. Ihre Grundrisse sind jedoch nicht bekannt. Eine Bauinschrift, die im Jahre 1929 im Inneren der Festung gefunden wurde, berichtet von an der Wende des vierten Jahrhunderts durch eine unbekannte Einheit vorgenommenen Restaurierungsarbeiten an einigen Kastellgebäuden. Sie war ein Beweis dafür, dass es dort auch ein Kommandantenhaus (praetorium) gab.

#### Lagerstraßen
Die Lagerstraßen bestanden aus einer Schicht großer Flusskiesel, die vermutlich aus dem Irthingtal herangeschafft worden waren. Über diese wurde dann noch ein 300 mm dicker Kiesbelag aufgebracht. Die Lagerhauptstraße (via principalis) verband das West- mit dem Osttor. Die beiden Seitentore waren durch die Militärstraße (via quintana) verbunden. Der Maiden Way durchquerte das Lager von Nord nach Süd und bildete die via praetoria.

#### Principia
Im Zentrum markiert eine deutlich sichtbare Kuppe die Lage des größtenteils unerforschten Lagerhauptquartiers und des darunterliegenden Wachturms 49A. Das Areal ist ansonsten aber deutlich niedriger als der Rest des Kastellgeländes, da hier einst das Torfmoor lag, das beim Bau des Holz-Erde-Kastells trockengelegt wurde. Man kann davon ausgehen, dass das Lager von Anfang an mit einem Hauptgebäude ausgestattet war. Die Rückwand wurde 1931 von Ian Richmond freigelegt. Bei ihrer Aufdeckung stand sie noch zwölf Steinreihen hoch aufrecht, das waren etwa 2,5 Meter. Auch der Rest des Gebäudes war bei seiner Ausgrabung noch relativ gut erhalten. Die Grundmauern waren unter Trümmerschutt und Sedimentablagerungen begraben, die durch die Abrutschungen des südlichen Steilhanges dort hingelangt waren. Der Grundriss des Gebäudes entsprach dem mittelkaiserzeitlichen Standardplan solcher Funktionsgebäude. Es bestand aus einem Vorhof, einer Querhalle, einem Fahnenheiligtum und Verwaltungsräumen. Der Eingang zum Vorhof lag an der Kreuzung der via principales mit der via praetoria. Der Vorhof war von einem Portikus umgeben. Seine Säulen waren aus Holz. Ein zentraler Durchgang führte in eine Querhalle, die die gesamte Breite des Gebäudes einnahm. Sie bestand aus einem Mittelschiff und zwei Seitenschiffen die durch Arkaden getrennt waren. Das Mittelschiff war höher und wurde durch verglaste Fenstern in den Wänden über den Arkaden beleuchtet. Hinter der Basilika befanden sich das Fahnenheiligtum (aedes) in der die Standarten der Garnison aufgestellt wurden. Wahrscheinlich war das Fahnenheiligtum durch mit Reliefen verzierte Steinschranken von der Querhalle getrennt. Ein Steinfragment, wahrscheinlich ein Teil einer solchen Schranke, wurde später als Schwellstein in einem der Getreidelager wiederverwendet. An den Flanken des Fahnenheiligtums standen mehrere Kammern, die dem Mitarbeiterstab des Lageradministrators (Cornicularius) als Kanzleien dienten und beispielsweise zum Auszahlen des Solds verwendet wurden. Hier versah auch der Standartenträger der Einheit (Signifer), der als Zahlmeister fungierte, seinen Dienst. In mehreren Kastellen am Hadrianswall stieß man in deren Principias auf einen gemauerten Kellerraum in der die Truppenkasse aufbewahrt wurde. In Birdoswald deuten sehr klare geophysikalische Spuren darauf hin, dass dieser Kellerraum in der südwestlichen Ecke des Gebäudes liegt. Seine Mauern dürften die Jahrhunderte bemerkenswert gut überdauert haben. Es wäre sogar möglich, dass sein Tonnengewölbe noch vollständig intakt ist.

#### Doppelhorreum
Am Westtor standen die zwei Getreidespeicher des Kastells. In den Speichern der Hilfstruppenlager wurde für gewöhnlich die Getreidemenge für ein Jahr eingelagert, wie man von römischen Militärchronisten weiß. Sie wurden in den Jahren zwischen 205 und 208 errichtet, wie eine als Spolie in einem Kasernenboden der östlichen praetentura wiederverwendete Bauinschrift berichtet. Obwohl dies oft als Datum für den Bau der Kornspeicher herangezogen wird, wurde in Forscherkreisen schon mehrmals darauf hingewiesen, dass die Angaben solcher Inschriften nicht so präzise sind wie man gemeinhin glauben möchte. Die Texte übertreiben oft das tatsächliche Ausmaß der durchgeführten Arbeiten. Erbaut könnte in diesem Fall auch nur renoviert bedeuten. Eher wahrscheinlich ist, dass sie schon nach der Rückkehr der Grenztruppen vom Antoninuswall in den 160er Jahren errichtet worden sind. Um 350 wurde das südliche Horreum noch einmal repariert bzw. umgebaut. Im späten 4. Jahrhundert war der Nordspeicher nur noch eine unbenutzbare Ruine. Aus seinem Trümmerschutt wurde eine Münze aus dem Jahr 353 geborgen. Anscheinend wurde sein Baumaterial für Reparaturen am südlichen Speicher verwendet. Dieser wurde weiter instand gehalten und in ihm eine Herdstelle eingebaut. Vielleicht wurde er in dieser Zeit auch zu Wohnzwecken herangezogen. Im Zwischenboden fanden sich Schutt und Trümmerteile sowie Keramikscherben aus dem späten 4. Jahrhundert. Über den Fundamenten des Nordspeichers wurde im 5. Jahrhundert ein rechteckiger Hallenbau aus Holz errichtet. Als sie ebenfalls baufällig wurde, wurde ein zweites Exemplar, zusammen mit zwei kleineren Nebengebäuden errichtet.
Ihre Fundamente waren bei ihrer Aufdeckung noch sehr gut erhalten. An einigen Stellen stand das aufgehende Mauerwerk noch bis zu 2,5 Metern hoch. Die Langachsen verliefen von Ost nach West, sodass sie besser in den Hang eingebettet werden konnten. Sie maßen jeweils 28,38 × 8,26 Meter. Die Wände hatten eine Breite von 1,05 Meter. Die Mauerverblendung und der Bruchsteinkern waren in einem extrem harten, weißen Mörtel gebunden. Aufgrund der Wandstärke und der Pilaster nimmt man an, dass die Gebäude zwei Stockwerke hoch waren. Doppelte Böden ermöglichten eine kontinuierliche Luftzirkulation um das Getreide trocken zu halten und vor Nagetieren zu schützen. Die Böden wurden zuerst nur durch Holzpfeiler abgestützt, später wurden diese durch Steinpfeiler (pilae) und durchgehenden Steinmauern (Südspeicher) ersetzt. Am Nordspeicher war an der Ostwand ein kleiner Durchgang eingebaut. Durch ihn wurden Hunde in den Zwischenboden eingelassen, die dort eingenistete Ratten und Mäuse vertilgen sollten. Besonders beim südlichen Speicher ist der gepflasterte Fußboden und an beiden Gebäuden die Substrukturen der neun massiven Seitenpfeiler (Pilaster), alle in gleichmäßigen Abständen an den südlichen Außenwänden platziert, noch sehr gut erhalten. Zwei zusätzliche Pfeiler befanden sich noch an der Ost- und Westseite. Die Pilaster trugen das Dach und stützten die Seitenwände. Die Dächer waren mit Ziegeln gedeckt. Man schätzt das pro Dach 5300 Stück benötigt wurden. Jedes von ihnen muss daher an die 49 Tonnen gewogen haben. Der Standardplan für solche Kornspeicher sah Pfeiler an beiden Längsseiten vor. Bei Birdoswald stand die Südseite des Gebäudes am Abhang, man brauchte dort die Pfeiler um sie zusätzlich abzustützen. Vermutlich wurden sie an der Nordseite weggelassen, um Platz zu sparen. Zwischen jeden Pfeilerpaar waren Lüftungsschlitze eingebaut. Den Körnerfunden nach zu urteilen, wurde in einem Speicher Weizen zum Brotbacken, im anderen Gerste für die Versorgung der Pferde gelagert.

#### Praetorium
Östlich der Principia stand der Wohnsitz des Kommandeurs und seiner Familie. Die dort durchgeführten geophysikalischen Untersuchungen deuten darauf hin, dass er eine mehrphasige und damit sehr komplexe Baugeschichte durchlief. Bei solchen Gebäuden waren für gewöhnlich die Wohn- und Wirtschaftsräume um einen zentralen Innenhof gruppiert, wie bei den Perystilhäusern im Mittelmeerraum. Solche Häuser waren auch mit Heizungssystemen und Baderäumen ausgestattet. Im Bad des Kommandantenhauses stieß man auf eine fein gearbeitete Sitzskulptur der Göttin Fortuna. Ausgrabungen unter den Fußböden des Gebäudes zeigten, dass dort ursprünglich Fundamentgräben angelegt worden waren. Die Fundamente selbst bestanden aus Ton und Flusskiesen. Sie waren von Nord nach Süd orientiert. An der Außenseite waren die Ansätze von kleinen, quadratischen Stützpfeilern zu sehen, wie sie für römische Lagerhäuser typisch sind. Die Gräben waren aber wieder zugeschüttet worden. Es war wohl ursprünglich die Absicht der Erbauer hier Lagerhäuser zu errichten.

#### Basilika
Außergewöhnlich für ein Auxiliarlager war das Vorhandensein einer rechteckigen, 43 × 16 Meter großen, dreischiffigen Exerzierhalle (basilica exercitatoria). Heute sind nur noch die Fundamente seiner Südmauer zu sehen, der Rest wird vom Besucherzentrum überdeckt. Bis heute ist es das einzige Gebäude dieser Art, das in einem Hilfstruppenkastell ausgegraben wurde. Die Außenwände des Gebäudes umschlossen ein Rechteck, obwohl sie nicht die tragenden Teile des Gebäudes waren. Das Gewicht des Hauptdaches stützte sich auf zwei parallele Arkadenreihen. Die Pfeilerbasen standen auf durchgehenden Fundamenten, die in flache Gräben gesetzt, durch die gesamte Länge des Gebäudes liefen. Die Arkaden teilten die Halle in ein 7,5 Meter breites Hauptschiff, flankiert von zwei 2,5 Meter breiten Seitenschiffen. Die Pfeilerbasen waren 1,32 Meter lang und standen 2,3 Meter auseinander, mit Ausnahme der zentralen Paare, die nur 1,9 Meter voneinander entfernt waren. Am westlichen Ende der Halle gab es an beiden Ecken noch zwei kleine, durch Steinmauern abgetrennte Räume. Der Boden der Halle bestand aus Steinplatten und Kies der auf einer Tonschicht aufgeschüttet worden war. Das Gebäude ähnelte stark der Querhalle der Principia, war aber um ein Vielfaches größer. Der Innenraum wurde durch eine Fensterreihe im Oberteil des Hauptschiffes beleuchtet. Abgedeckt war das Hauptschiff vermutlich durch ein ziegelgedecktes Giebeldach, die Seitenschiffe durch schräg abfallende Pultdächer die bis unter die Obergaden reichten. An der Nordseite der Basilika stieß man auf einen 6,2 Meter breiten Platz, vermutlich befand sich hier der Haupteingang zur Halle. Das einzige vergleichbare Gebäude in Britannien stand im Legionslager Caerleon (Isca Silurum). Es war etwas breiter, hatte aber die gleiche Länge. Es ist möglich, dass die Länge der Halle auch durch seine Funktion diktiert wurde. Insbesondere für das Speerwerfen, wie von Vegetius beschrieben, die in einem solchen Gebäude bei schlechter Witterung im Trockenen durchgeführt werden konnte, den diese Region ist auch heute noch für ihr schlechtes Wetter berüchtigt. Daher musste seine Länge weit über der Reichweite solcher Waffen liegen. Experimente in South Shields haben gezeigt, dass eine ungeübte Person einen Speer zwischen 20 und 25 Meter schleudern konnte. Vielleicht diente Banna als Ausbildungszentren für jene Soldaten die an der Nordgrenze eingesetzt werden sollten. Auch in Netherby (Castra Exploratorum) stand, lt. einer dort aufgefundenen Bauinschrift, eine solche Halle (Basilica Equestris Exercitatorius), die primär für die Ausbildung von Reitern genutzt wurde. Sie konnte aber bis dato nicht freigelegt werden, desgleichen im Legionslager Inchtuthil in Schottland.
An der Südmauer der Halle (Abstand zur Halle 60 mm) stand ein schmales langrechteckiges Gebäude, ca. 4,5 Meter breit und 43 Meter lang. Es war mit einem Steinplattenboden versehen. Eine Unterteilung in Räume konnte nicht festgestellt werden. Es ist schwierig seine Funktion zu ermitteln. Vielleicht war es ein Geschäftslokal (tabernae) oder eine Werkstatt (fabrica). Sein Eingang muss an der Südseite gelegen und sich zur Lagerhauptstraße geöffnet haben. Auf seinen Grundfesten wurde zuerst das mittelalterliche Turmhaus und im 16. Jahrhundert das befestigte Farmhaus errichtet. Seine Reste sind heute noch zu sehen.

#### Kasernen
Der westliche Teil der pratendura wurde von Mannschaftsunterkünften (centuria) eingenommen. Zwei dieser Mannschaftsbaracken standen nördlich der Exerzierhalle. Sie waren nur mehr sehr schlecht erhalten. Vermutlich waren sie in zehn Wohneinheiten (contubernia) unterteilt, diese wiederum in einen rückwärtigen Schlafraum (papilio) und eine vordere Kammer für die Ausrüstung der Soldaten (arma). Jede Wohneinheit war für die Unterbringung von acht Mann vorgesehen. Die Eingänge des im NO gelegenen Mannschaftsblocks waren mit einem Portikus vor der Witterung geschützt. Am westlichen Ende der Baracke, nahe der Mauerrampe, war eine mehrräumige Unterkunft für einen Offizier und seinen Haushalt angebaut (Kopfbau). Sie kragte 1,8 Meter vor den Mannschaftsblock nach Süden vor und schloss in einer Linie mit dem Portikus ab. Einige der Räume waren mit einer Hypokaustenheizung ausgestattet. Ausgrabungen in der Osthälfte der praetentura im Jahr 1929 und spätere geophysikalische Untersuchungen zeigten, dass sie wohl ebenfalls mit Kasernen bebaut war. Alle vier dort entdeckten Gebäude waren in contubernia unterteilt, aber an keinem dieser Kasernenblöcke war ein Offiziersquartier angebaut. Die Gebäude könnten auch durch spätere Umbauarbeiten verändert worden sein, aber es scheint, dass sich diese Kasernen von denen in der westlichen praetentura unterscheiden. Eine von ihnen, in der östlichen praetentura, direkt an der via principalis und neben dem Osttor gelegen, dürfte im 3. Jahrhundert umgebaut worden sein. Sie war danach mit einer Unterflurheizung ausgestattet und dürfte ebenfalls als Offiziersquartier gedient haben.

#### Latrine
Eine Latrine (latrivina) gab es wahrscheinlich schon seit der Frühphase des Lagers von Birdoswald. Sie konnte bislang nicht lokalisiert werden. Die Latrinen von Housesteads und Vindolanda befinden sich an den Festungswällen, am tiefsten Punkt des Kastellgeländes, so dass die Abwässer rasch aus dem Kastell ablaufen konnten. Die Latrine von Birdoswald könnte an der Ost-, West- oder Südseite gestanden haben. Die Abwässer wären in diesem Fall in einen Sumpf unmittelbar vor der Kastellmauer geflossen. Auf der Nordseite hätten sie in die Midgeholme Moss abgelassen werden können. Der westliche Teil der Nordmauer wurde zwar ausgegraben, eine Latrine wurde dort aber nicht gefunden. Wahrscheinlich stand sie an der NO-Ecke. Dort fällt das Terrain steil nach Süden und Osten ab.

## Hadrianswall
Der Wall bei Birdoswald bestand westlich des Flusses Irthing anfangs nur aus Holz und Rasensoden. Auch die Meilenkastelle bestanden aus diesem Material, nur die Wachtürme waren von Anfang an komplett in Stein errichtet worden. Einer dieser Türme mit der Nummer 49A wurde auf dem späteren Kastellstandort erbaut. Kurz nach der Errichtung des Holz-Erde-Walls wurde der Südgraben (vallum) noch weiter in den Süden – fast bis an den Rand des Plateausporns am Fluss – verlegt, um Platz für ein größeres Lager zu schaffen. Nachdem das Steinlager fertiggestellt war, wurde auch der Hadrianswall, vermutlich um 130, durch eine durchgehende Steinmauer ersetzt. Im Zuge dessen wurden auch die Meilenkastelle 49 und 50 sowie die Wachtürme 49B, 50A und 50B neu errichtet. Der Holz-Erde-Wall schloss sich beim Ost- und Westtor an das frühe Kastell an, wie es bei den Kavallerielagern am Wall üblich war. Die Linie des Steinwalls verlief hingegen etwa 50 Meter weiter nördlich und bildete die Nordmauer des Steinlagers. Dadurch blieb ein zwei Kilometer langer Abschnitt der Grundfesten des Holz-Erde-Walls westlich von Birdoswald erhalten. Die Gründe für die Verlegung des Walls sind unklar. David Woolliscroft vermutet, dass so besser die Horn- und Lichtsignale von den Posten an der Mauer weitergegeben werden konnten. Der Wallabschnitt bei Birdoswald ist bislang der einzige Bereich, wo die Archäologen beide Bauvarianten studieren konnten. Der Südgraben
folgte westlich des Kastells exakt dem ursprünglichen Holz-Erde-Wall und konnte auf einem Erddamm am Südtor überquert werden. Er durchschneidet auch das provisorische, für die Bautrupps errichtete Lager. Eine größere Anzahl von Tonscherben der Vallumverfüllung stammt aus der Zeit um 150, was darauf hindeutet, dass der Graben während der Besetzung des Antoninuswalls entweder planiert oder zunehmend vernachlässigt wurde. Vom Vallum und Damm ist heute nichts mehr zu sehen.

## Wallbrücke
Etwa 600 Meter östlich des Lagers, am Fuß des Steilufers des Irthing, liegen die Reste der Wallbrücke von Willowford. Dort endete ursprünglich die Steinmauer und schloss an die Holz-Erde-Mauer an.

## Baulager
Anfang der 1930er Jahre wurde südlich des Kastells die Überreste einer Holz-Erde-Befestigung entdeckt. Es handelte sich um einen halbrunden Erdwall mit drei vorgelagerten Gräben, die die Südspitze des Geländesporns sicherten. Als Befestigung diente eine hölzerne Palisade. In ihr waren wohl jene Soldaten untergebracht waren die den Wallabschnitt bei Birdoswald erbauten. In den Gräben stieß man auf einige Lederkoglomerate, die sich in der feuchten Erde und unter Luftabschluss hervorragend erhalten hatten. Es waren die Überreste von Zelten (papilio) die den Lagerbewohnern als Unterkunft dienten.

## Garnison

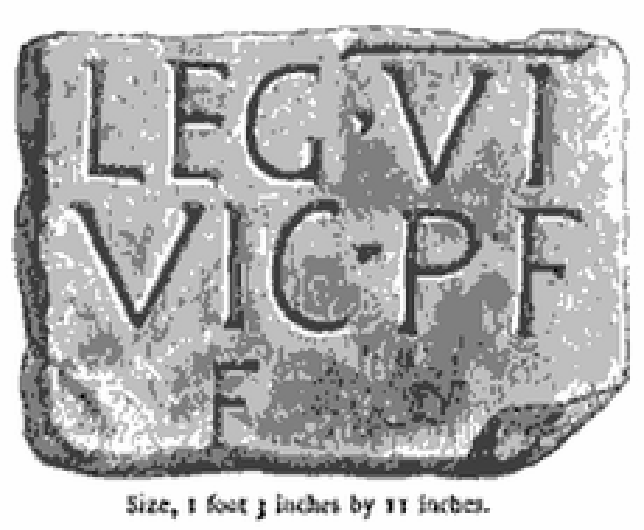
Bauinschrift der Legio VI, gef. 1599

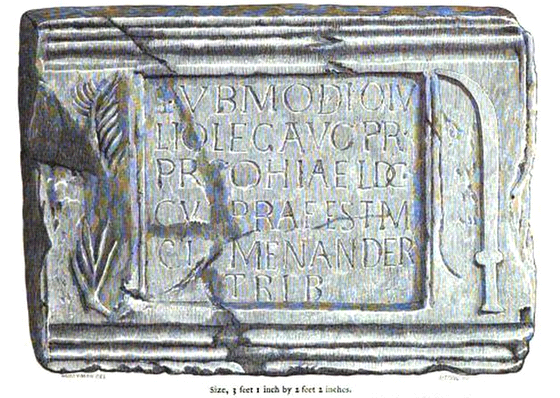
Bauinschrift der Cohors I Dacorum vom Osttor, gef. 1852

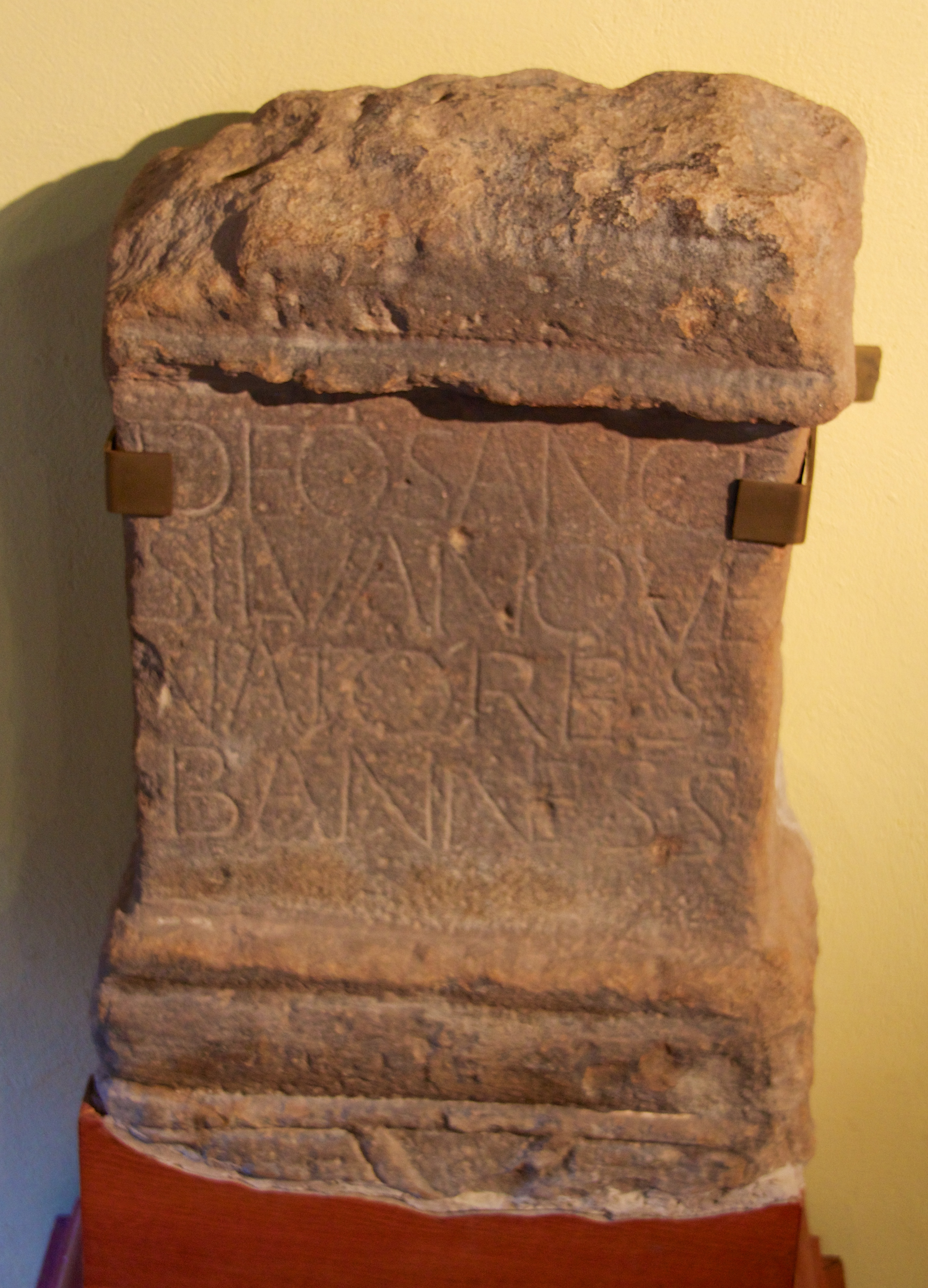
Silvanusaltar der Venatores Banniensis

Das Kastell Birdoswald war vermutlich von etwa 125 bis 400 n. Chr. mit regulären römischen Soldaten besetzt. Banna beherbergte während seines Bestehens mehrere Kohorten der Hilfstruppen (Auxilia). Legionäre wurden für gewöhnlich nicht zum Garnisonsdienst an der Grenze eingeteilt, sondern entsandten Spezialkräfte für die anspruchsvolleren Bauvorhaben am Hadrianswall. In der Spätantike zählten die Besatzungen am Wall zu den Limitanei. Es ist möglich, dass die Garnisonstruppe von Banna schon Jahrzehnte vor dem endgültigen Zusammenbruch der römischen Herrschaft über Britannien auf sich allein gestellt war. Die Besatzung, oder zumindest ein Teil davon, verließ das Kastell aber offensichtlich nicht und stand hier auch noch im 5. Jahrhundert.
Folgende Einheiten stellten entweder die Besatzung für das Kastell oder könnten sich für eine begrenzte Zeit dort aufgehalten haben:
| Zeitstellung                              | Truppenname                                                                               | Beschreibung |
| ----------------------------------------- | ----------------------------------------------------------------------------------------- | --- |
| 2. Jahrhundert n. Chr.                    | Legio secunda Augusta („die zweite augusteische Legion“)                                  | Diese Legion wird auf zwei Inschriften aus Birdoswald erwähnt, eine Gebäudeinschrift, die sie sich mit der Legio VI Victrix teilt wird und ein Altar für Iupiter Optimus Maximus, der von der cohors I Aelia Dacorum und einem Zenturio der Legio II gestiftet wurde. Es ist wahrscheinlich, dass dieser Zenturio, Aulius Julius Marcellinus, die Garnison von Banna entweder selbst ausbilden oder die Kommandeure der Dakerkohorte dabei beraten sollte. Altarsteine für Jupiter wurden gewöhnlich von den Lagerkommandanten in Auftrag gegeben. Vermutlich hat Marcellinus nur vorübergehend das Kastell befehligt. |
| 2. Jahrhundert n. Chr.                    | Legio sextae Victrix („die sechste Legion, die Siegreiche“)                               | Die Legion wird auf drei Inschriften aus Birdoswald erwähnt; Auf einem beschädigten Altarstein für einen unbekannten Gott, die oben erwähnte Bauinschrift und auf einem Soldatengrabstein. |
| 2. Jahrhundert n. Chr.                    | Cohors prima Tungrorum milliaria („die erste Kohorte der Tungrer, 1000 Mann stark“)       | Die Identität der Einheit, die das Holz-Erde-Kastell besetzt hatte, ist nicht bekannt, deto die erste Besatzung des Steinkastells. Wahrscheinlich war es eine Vexillation der Tungrerkohorte, die von Bauinschriften aus dem benachbarten Kastell Camboglanna (Castlesteads) bekannt ist. Diese eintausend Mann starke Mischeinheit aus Kavallerie und Infanterie (equitata) wäre auch viel zu groß gewesen um vollständig in Birdoswald untergebracht werden zu können. Vermutlich war sie auf die beide Lager verteilt worden. Sie wurde aus dem Stamm der Tungrer, die in der östlichen Belgica, die heutigen Bezirke Brabant und Hainailt, südöstlich von Brüssel siedelten. Ihr Hauptort war Atuatuca, jetzt Tongern bei Maastricht in Belgien. Die Einheit wurde zu Anfang des zweiten Jahrhunderts auf vier Militärdiplomen erwähnt. Für Britannien ist sie noch als Garnison der Kastelle - Brocolitia (Carrawburgh), - Vercovicium (Housesteads) und - Vindolanda (Chesterholm) am Stanegate bekannt, wo sie bis zum Ende des vierten Jahrhunderts lag. Die Tungrer standen zwischen 139 und 161 auch am Antoninuswall. |
| 2. bis 3. Jahrhundert n. Chr.             | Cohors primae Thracum Civium Romanorum („die erste Kohorte der Thraker, römische Bürger“) | Der erste schriftliche Beweis für die Anwesenheit einer Garnisonseinheit ist eine Bauinschrift aus den Jahren zwischen 205 und 208. Laut dieser Inschrift waren die Thraker, zusammen mit der Dakereinheit (siehe unten) an der Wiederherstellung einiger Kastellgebäude beteiligt. Die Einheit dürfte zu Anfang des dritten Jahrhunderts hierher verlegt worden sein. Es handelte sich um eine gemischte Truppe aus Infanterie und Kavallerie, rekrutiert aus den kampferprobten Stämmen der Provinz Thrakien (das heutige Bulgarien). Möglicherweise lösten die Daker die Thrakerkohorte während der Bauarbeiten ab. |
| 3. Jahrhundert bis 5. Jahrhundert n. Chr. | Cohors prima Aelia Dacorum („die erste Aelische Kohorte der Daker“)                       | Diese Kohorte wurde ursprünglich aus Stammesangehörigen der römischen Provinz Dacia rekrutiert. Heute das östliche Rumänien einschließlich Südost-Ungarn und Nordserbien. Die Einheit dürfte um 125 aufgestellt worden sein. Da bislang noch in keiner anderen Provinz epigraphischen Beweise gefunden wurden, die einen dortigen Aufenthalt der Truppe bestätigen, könnte sie schon unmittelbar nach ihrer Aufstellung nach Britannien verlegt worden sein. In dieser Zeit wurden wahrscheinlich schon die meisten seiner Männer in Nordbritannien rekrutiert. Sie hatte sich vermutlich während der Regierungszeit des Hadrian im Kampf bewährt und durfte als Auszeichnung den Gentilnamen des Kaisers führen (Publius Aelius Hadrianus). Die Kohorte war zuerst in Bewcastle (Fanum Cocidi) stationiert und wurde dann nach Birdoswald verlegt. Der Grabstein eines Veteranen lässt annehmen, dass sich die Einheit über mehrere Generationen im Kastell aufgehalten haben muss. Dort wurden auch einige Altäre geborgen auf denen das sichelförmig gebogene Schwert der dakischen Krieger, die Falx, und Palmzweige abgebildet sind. Von solchen Inschriften sind auch die Namen einiger Befehlshaber der Truppe bekannt: Eine dem Legaten Modius Julius gewidmete Bauinschrift (Osttor) aus dem Jahr 219 nennt den Tribunen Marcus Claudius Menander, eine weitere den Tribunen Aurelius Iulianus. Ein Altar für die Gottheit Cocidius wurde vom Tribunen Terentius Valerianus gestiftet. Zwei andere Altäre nennen den Tribunen Ammonius Victorinus. Ein Iupiteraltar wurde vom Tribunen Aurelius Verinus gestiftet. Ein Zenturialstein nennt den Namen eines Zenturio, Decius Saxa. In der Notitia Dignitatum wird die Cohors primae Dacorum als Garnison von Castlesteads („Amboglanna“) angegeben. Entweder war die Dakerkohorte im späten 4. oder Anfang des 5. Jahrhunderts in dieses Lager verlegt worden, für das es bislang keinen Beweis gibt, oder es handelt sich um einen Abschreibfehler der mittelalterlichen Kopisten. Laut der Notitia stand ihr Kommandant ebenfalls im Range eines Tribunen. Sein direkter Vorgesetzter war der Dux Britanniarum, der Oberbefehlshaber der Grenztruppen in Nordbritannien. Der Dienst in der Kohorte war in der Spätantike vermutlich erblich geworden, das heißt, die meisten Söhne aus den in Banna ansässigen Soldatenfamilien traten ebenfalls in die Armee ein. Nach dem Zusammenbruch der römischen Herrschaft vom Oberkommando und dem Nachschub abgeschnitten, bildete die im Kastell verbliebene Resttruppe wohl das bewaffnete Gefolge des letzten offiziellen Kastellkommandanten, der sich später als Kriegsherr selbstständig machte. |
| 4. Jahrhundert n. Chr.                    | Venatores Banniensis („die Jäger von Banna“)                                              | Die Anwesenheit dieser Truppe in Banna ist von einem Altar für den Waldgott Silvanus bekannt. Lange war man der Meinung, dass sich die Inschrift auf das Vorpostenkastell Fanum Cocidi (Bewcastle) bezieht, auch deswegen, weil man Schwierigkeiten mit der Interpretation des Notitia-Eintrages hat. Diese Männer wurden möglicherweise irgendwann während des vierten Jahrhunderts vom benachbarten Lager Castlesteads nach Birdoswald verlegt. Diese Theorie wird in der Forschung aber noch kontrovers diskutiert. |

## Vicus
Geophysikalische Untersuchungen brachten zutage, dass das Kastell von einer Zivilsiedlung (vicus) umgeben war. Sie erstreckte sich über eine Fläche die viel größer als die Festung war und noch weitgehend unerforscht ist. 1897 entdeckte man erstmals Fensterglas und Keramik auf dem Gelände des Vicus. 1933 konnten Spuren von Steingebäuden östlich des Kastells nachgewiesen werden. Eine Reihe von Hügeln im Osten des Kastells sind auf Luftaufnahmen zu sehen und erscheinen auch auf frühen Plänen des Geländes. Es könnte sich dabei aber auch um Abraum von diversen Grabungen handeln. Bei Ausgrabungen im Jahr 2000 wurden wieder Spuren der Siedlung westlich, östlich und südlich des Kastells beobachtet. Einige der Gebäude dürften überraschenderweise auch nördlich des Hadrianswalls gestanden haben. Da das Gelände in den vorangegangenen Jahrhunderten stark durch Erosion verändert wurde, ist auch der Großteil des südlichen Vicus durch Hangrutschungen zerstört worden. Möglicherweise musste auch der Westteil der Siedlung schon in römischer Zeit aufgegeben werden. Zu sehen sind heute nur leichte, etwa einen Meter hohe Bodenerhebungen und Gräben östlich des Kastells. Bei den geophysikalischen Untersuchungen wurde dort zahlreiche Mauerreste sowie Herdstellen, Gruben und Gräben entdeckt. Die Gebäude durchliefen mindestens drei Bauphasen. Der westliche Teil der Siedlung scheint sich planmäßiger entwickelt zu haben als der östliche Teil. Dort gab es eine befestigte Hauptstraße, möglicherweise auch einen Marktplatz und zahlreiche Steinbauten. Im Westen stieß man auch auf Keramik des zweiten Jahrhunderts. Im Süden stand vermutlich eine Therme. Dort stieß man in der Mehrzahl aber auf Spuren einfacher Holzständerbauten und Keramik aus Nordwesteuropa (Friesland). Vermutlich lebten hier die Kämpfer einer irregulären Truppe, die offensichtlich weitgehend ihren traditionellen Lebensstil beibehalten hatte, vielleicht die venatores Banniensis und ihre Angehörigen. Die Siedlung erreichte wohl im 3. Jahrhundert ihre größte Ausdehnung.

## Gräberfeld
Das Gräberfeld der Kastellbewohner liegt westlich der Zivilsiedlung, auf einem kleinen Hügel am Rande des Steilufers des Flusses. Ende der 1950er Jahre fand man dort sieben Bestattungen, die noch Urnen enthielten, einige beinhalteten Knochenreste und Eisennägel. Darunter auch ein Steinsarkophag eines Kindes der aber wieder begraben wurde. Sie stammten aus dem dritten oder der ersten Hälfte des 4. Jahrhunderts. Bei geophysikalischen Untersuchungen Ende der 1990er Jahre fand man Hinweise auf weitere Gräber. Ein Teil des untersuchten Gebietes im Osten war jedoch durch landwirtschaftliche Tätigkeit zerstört worden. Acht Sondierungsgräben wurden vom Time Team im Jahr 2000 angelegt. Dabei konnten drei weitere Bestattungen ausgegraben werden. Zwei von waren stark durch Pflüge gestört worden, die dritte konnte nahezu vollständig geborgen werden. Sie war die einzig erhaltene Brandbestattung, die von einem Gräberfeld am Hadrianswall ausgegraben werden konnte. Auf dem Gräberfeld wurden Soldaten und Zivilisten bestattet. Der Tribun der Dakerkohorte, Aurelius Julianus, verlor während seines Aufenthaltes in Birdoswald seinen kleinen Sohn Aurelius Concordius, sein Grabstein war bis 1783 in einem Gebäude der Birdoswald Farm verbaut.

## Hinweise
Heute wird das Kastellgelände von English Heritage betreut. Die Ausstellung des Besucherzentrums hat das Leben im römischen Reich, die Geschichte Bannas durch die Jahrhunderte und die bei den archäologischen Grabungen im 19. und 20. Jahrhundert gewonnenen Erkenntnisse zum Thema. Zu sehen ist auch ein Rekonstruktionsmodell der römischen Festung. Im archäologischen Park können die ausgegrabenen und konservierten Überreste des Lagers besichtigt werden.